# 그랜클래스

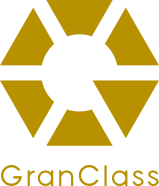
그랜클래스 로고

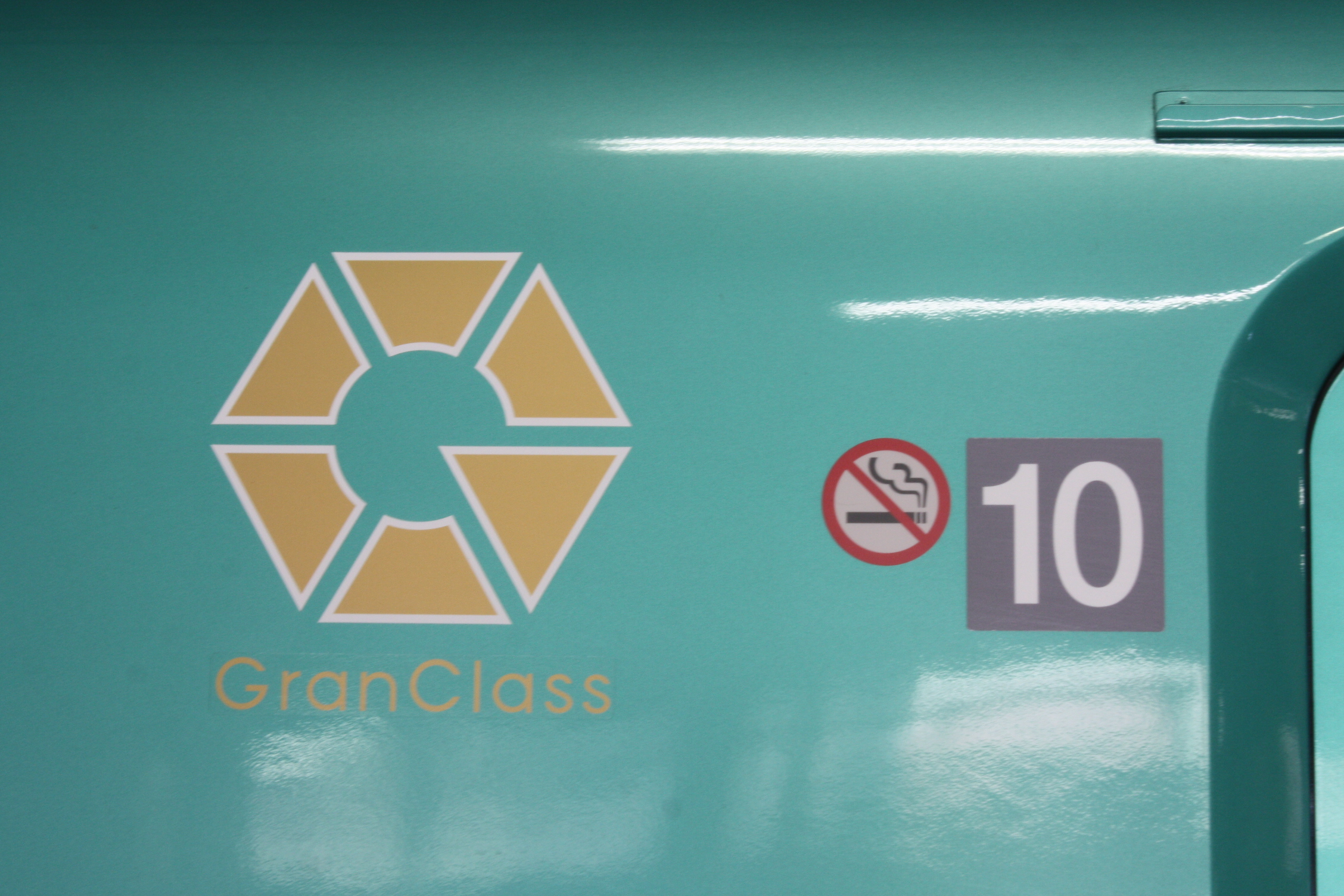
E5계 그랜클래스 로고

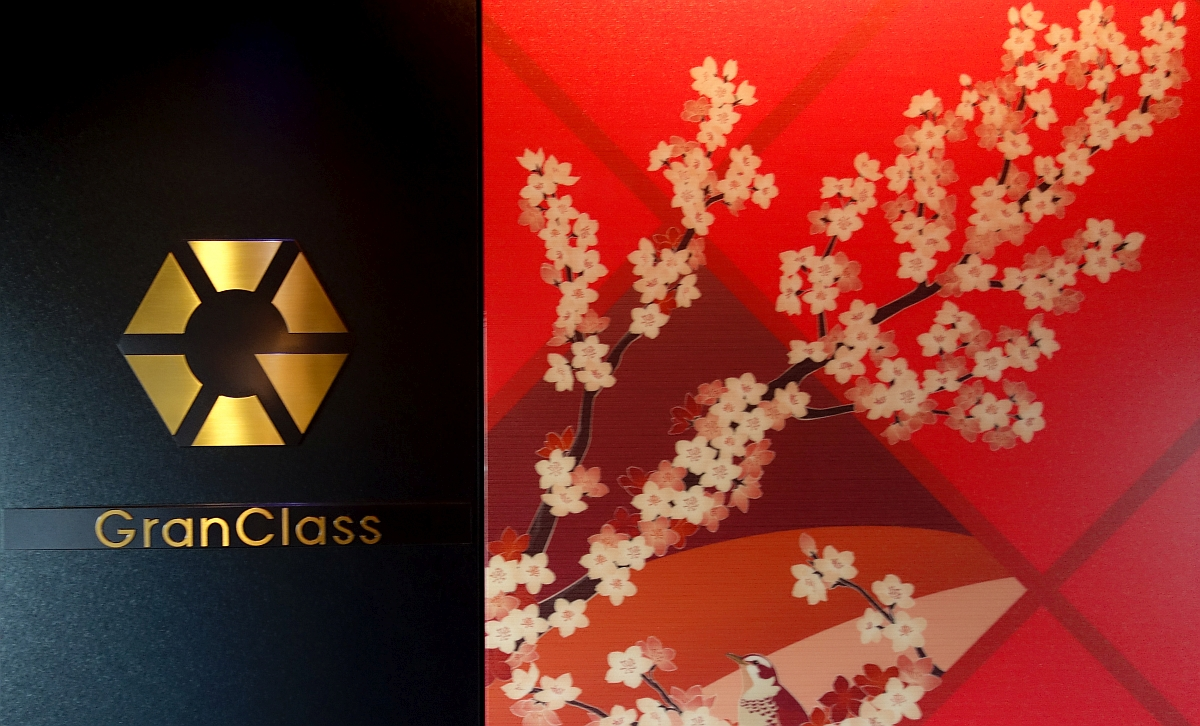
E7계 그랜클래스 로고

그랜클래스(일본어: グランクラス 구란쿠라스[*], 프랑스어: Gran Class)는 동일본여객철도, 서일본여객철도, 홋카이도 여객철도가 보유한 좌석 서비스로 승객 1명당 면적이 넓고 비행기의 퍼스트 클래스에 해당되는 서비스를 제공하는 좌석이다. 그랜클래스의 경우 클래스와 조합한 신조어로 여기서 그랜이란 프랑스어로 크기를 의미한다. 그린차와 지정석 및 자유석과 달리 별도로 특별 요금이 부과된다.

## 개요
2008년 4월에 도호쿠 신칸센 구간에 E5계의 도입으로 기존의 그린차보다 최상위급 서비스를 위해 슈퍼 그린차(일본어: スーパーグリーン車 스우파아구리이샤[*])가 발표되었고 2010년 5월 11일에 정식 명칭으로 발표되면서 현재에 이르고 있다.
2011년 3월 5일에 하야부사가 개통되면서 왕복 3회 운전을 시작과 동시에 서비스를 시작했다. 당시 도쿄 ~ 센다이 구간 1회 왕복 및 신아오모리 2회 왕복 운행을 했다. 2011년 동일본 대지진으로 도호쿠 신칸센 전 노선이 운행이 중단되었다. 같은 해 4월부터 9월까지 그랜클래스 요금 중 5,000엔은 동일본 대지진 성금으로 기부했다.
같은 해 11월에 E5계 차량이 추가 도입되면서 야마비코, 하야테 노선을 운행하기 시작했다. 2012년에 나스노 열차 등급에 E5계 차량이 추가로 운행하기 시작했다.
2013년 3월 16일 다이야 개정으로 일부 시간대 야마비코, 하야테 등급 운행 시 요금 인하를 실시했다. 2014년 3월 15일에 E7계의 도입으로 아사마 등급을 운행하기 시작했다. 그와 동시에 그랜클래스 좌석을 도입했다. 2015년 3월 14일 호쿠리쿠 신칸센이 개통되면서 가가야키, 하쿠타카 등급에 그랜클래스 좌석을 도입했다.
2016년 3월 26일에 홋카이도 신칸센 구간이 개통되면서 하야부사 등급이 신하코다테호쿠토까지 연장되었고 그랜클래스 좌석을 제공하기 시작했다. 그와 동시에 야마비코 열차 등급에 차내 서비스를 종료되면서 좌석만 운용한다.
2017년 4월 동일본여객철도에 따르면 향후 2018년부터 2020년까지 E4계 교체와 동시에 E7계 차량이 조에쓰 신칸센 노선에 도입을 발표했다. 2019년 3월 16일부터 E7계 운행과 동시에 도키, 다니가와 노선에 그랜클래스 좌석을 제공하기 시작했다.

## 차내 설비 및 서비스

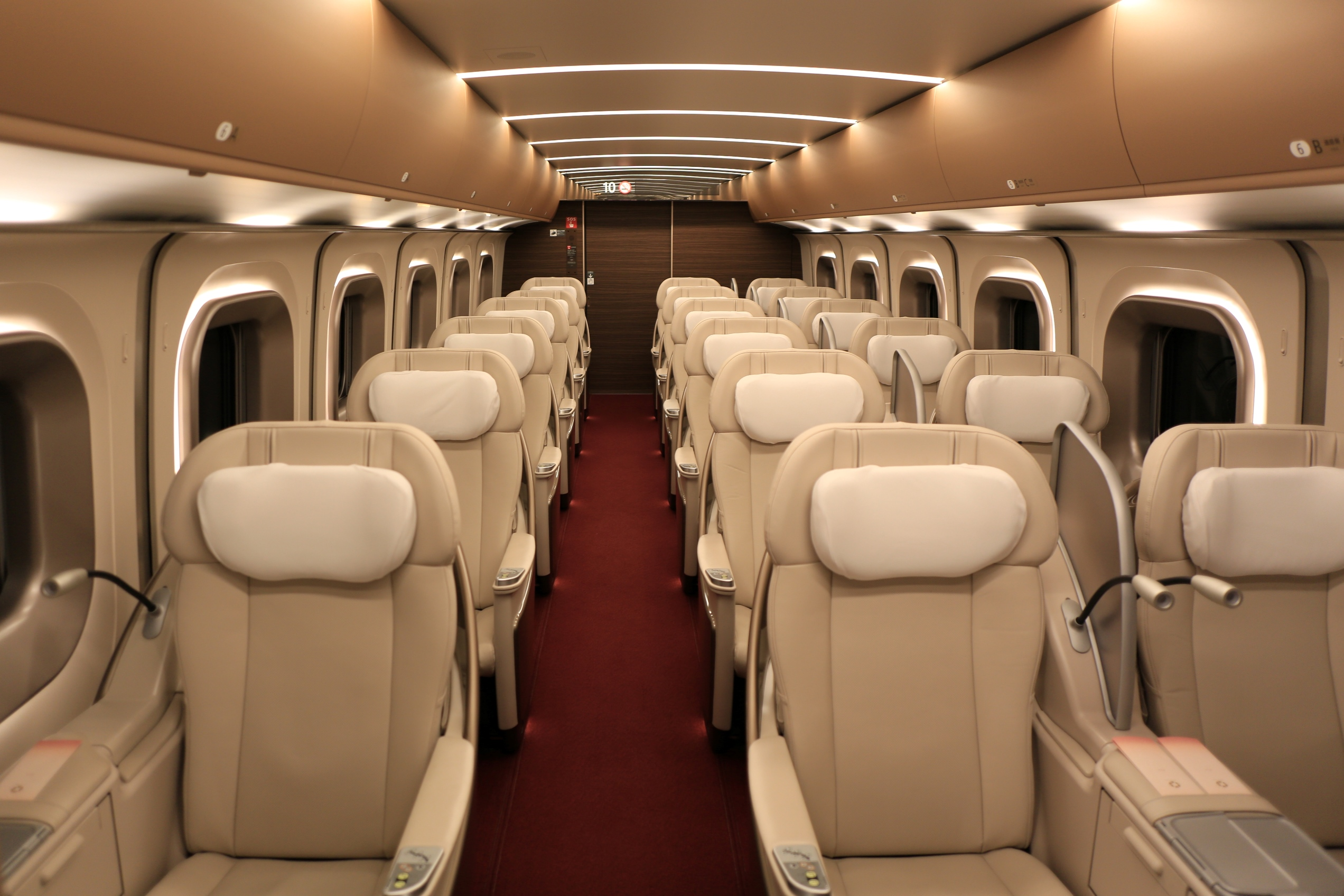
E5계의 그랜클래스 전방

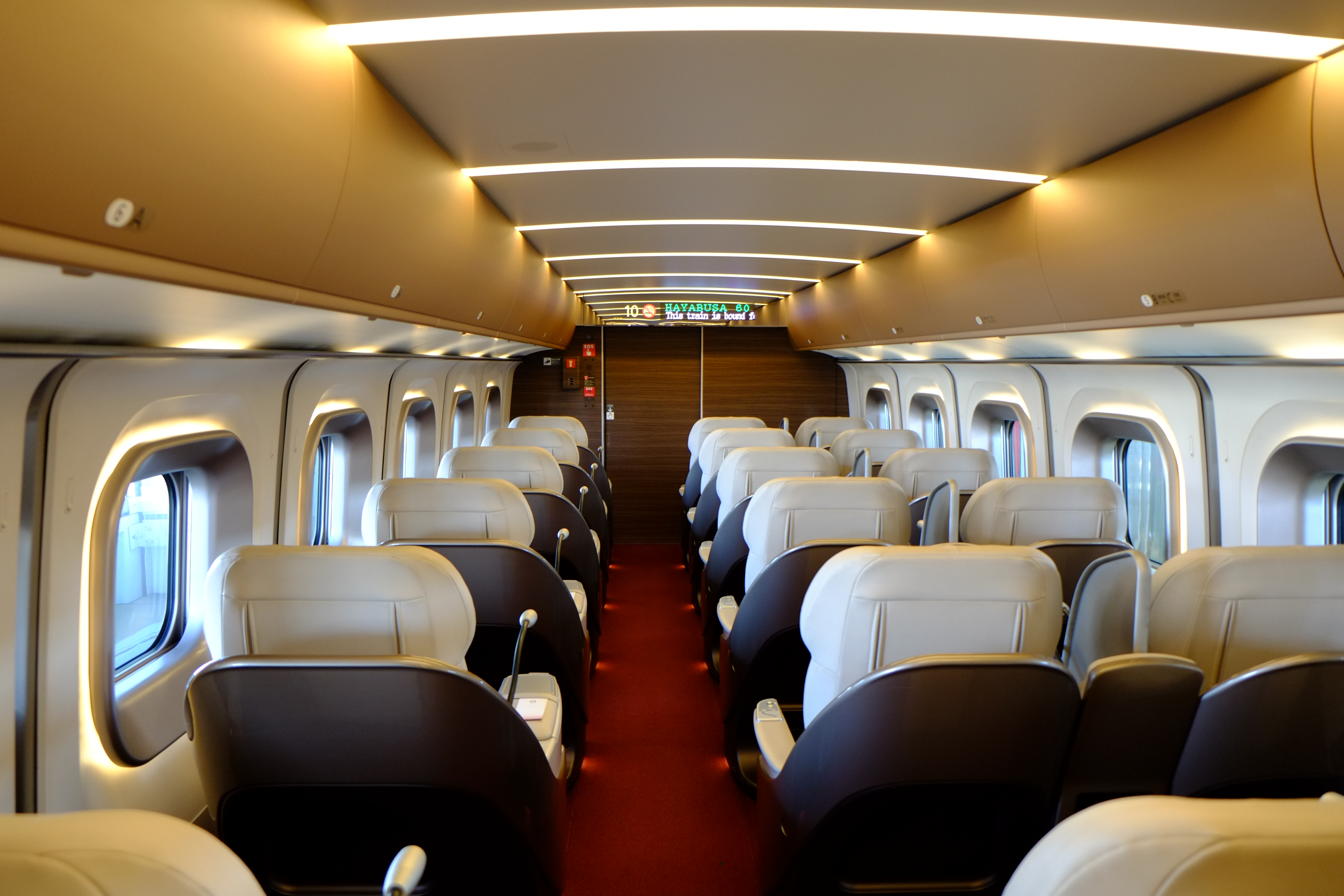
E5계의 그랜클래스 후방

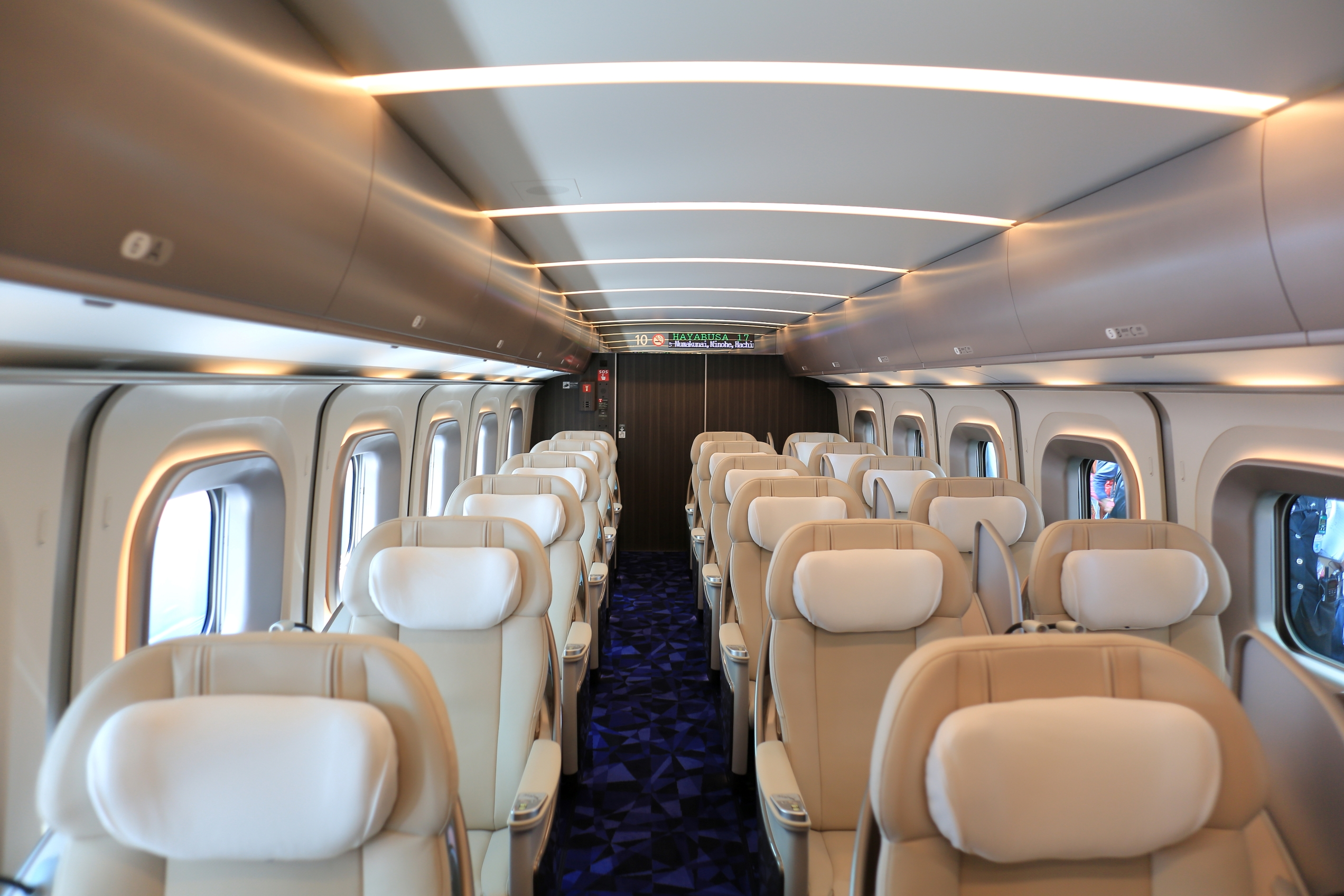
H5계의 그랜클래스 전방

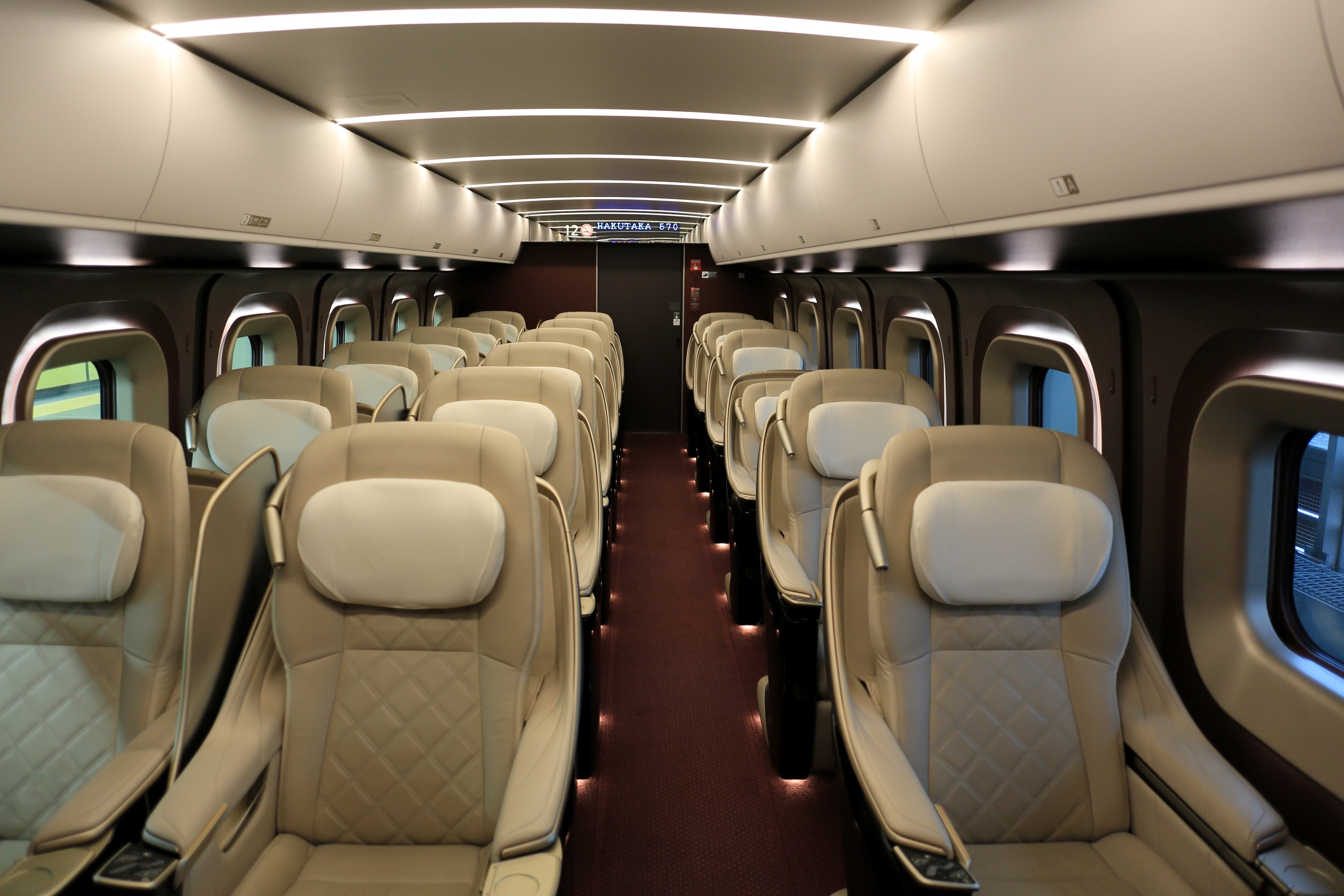
E7계의 그랜클래스 전방

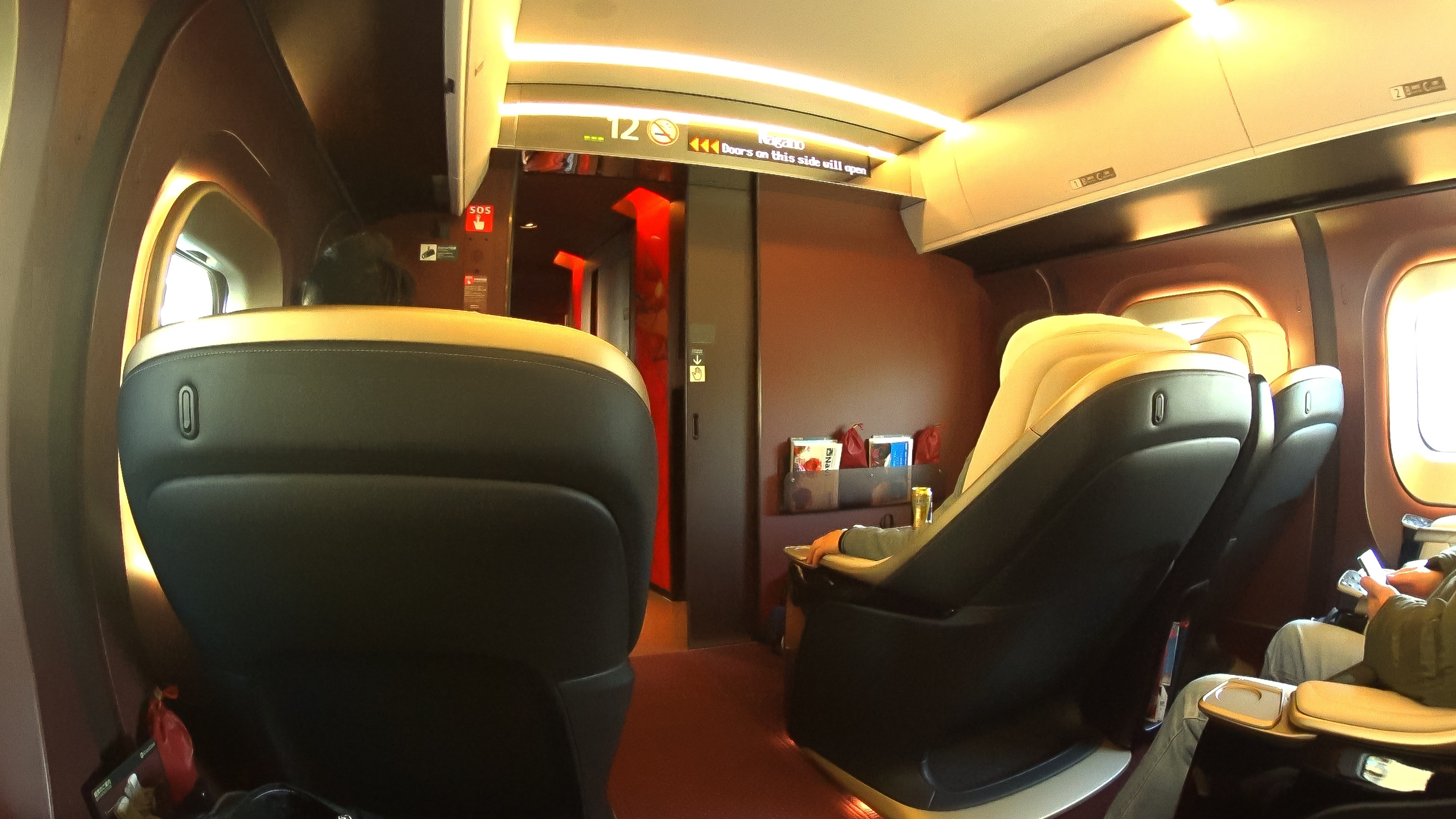
E7계의 그랜클래스 후방

그랜클래스는 정원이 18명으로 좌석의 경우 3명당 6열로 조성되었다. E5계·H5계의 경우 10호차에 위치해 있으며 E7계·W7계의 경우 12호차에 위치해 있다.
다만 쓰루기 등급의 경우 그랜클래스 서비스가 불가능하며 해당 열차의 경우 시간표에 그랜클래스 차량에 출입할 수 없다는 표지가 있다.

### 차내 설비
가죽 겉감의 좌석의 경우 인간공학에 근거해, E5계·H5계의 경우 히타치 제작소, 가와사키 중공업, 케이퍼와 공동으로 개발했고, E7계·W7계의 경우 도요타의 자회사인 도요타 방직이 개발한 모델을 채택하고 있다. 그랜클래스의 좌석 넓이는 1,300mm (그린샤는 1,160mm) 그랜클래스의 좌석 폭은 520mm (그린샤는 475mm)이다. 일본의 일반 승객용 좌석 중에서 가장 규모가 크다. 일본항공의 국내선 퍼스트 클래스 좌석과 거의 동일한 스팩을 가지고 있다. LED식 스탠드와 최대 45도까지 조절이 가능한 전동 리클라이닝 기구 및 전동 레그 레스트, 간이 베개, 모바일 기기용 콘센트까지 설비되었다. 또한 2명의 좌석은 옆 자리 사이를 나누는 반투명 소형 바이저가 설치되었다. 짐칸이 별도로 존재하며 바닥 깔개는 양모 재질이다. 또한 좌석의 방향을 승객이 변경이 불가능하다.
열차 내에서 CCTV 설치가 되는 반면 그랜클래스의 경우 CCTV가 설치되지 않았다.

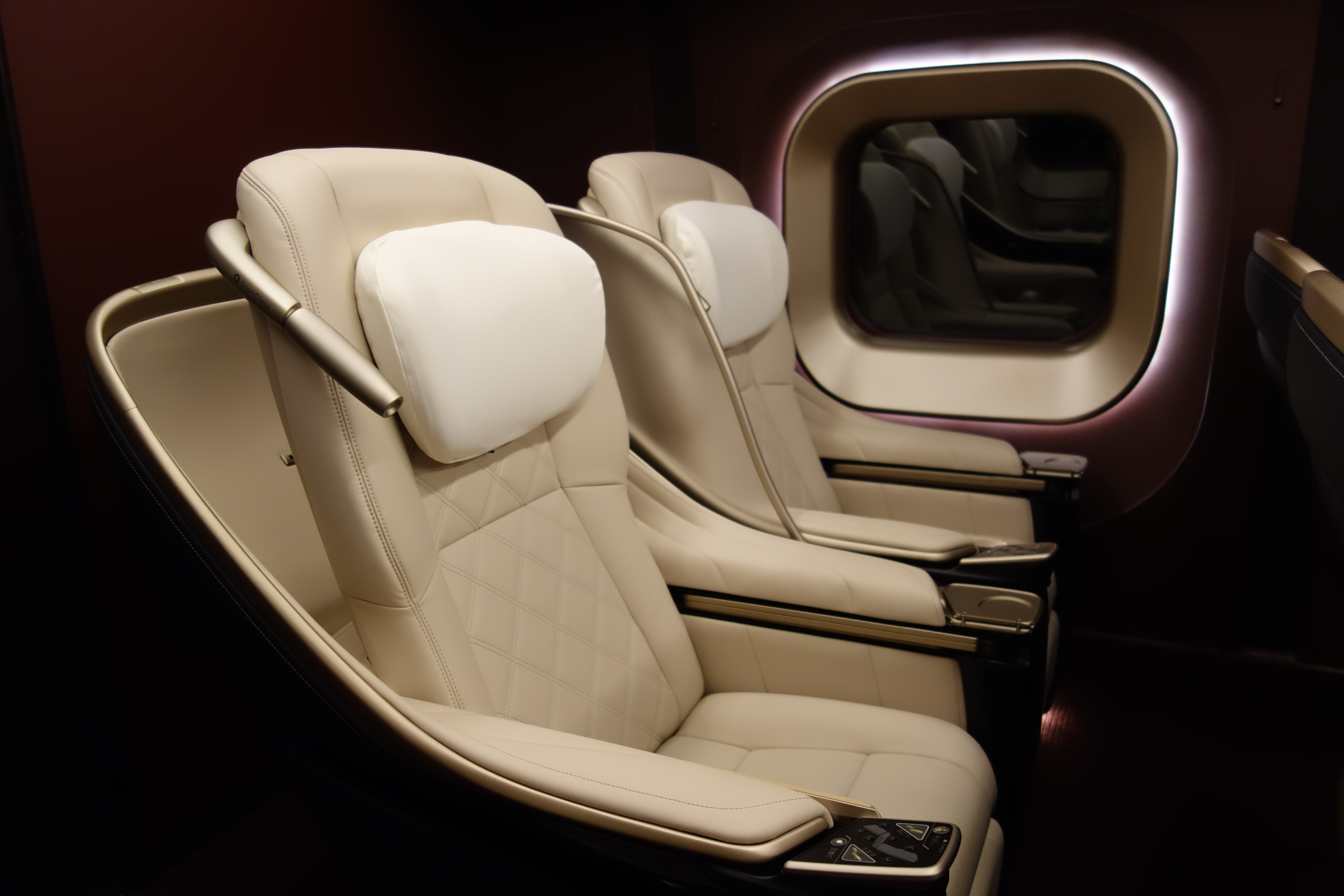
E7계 좌석
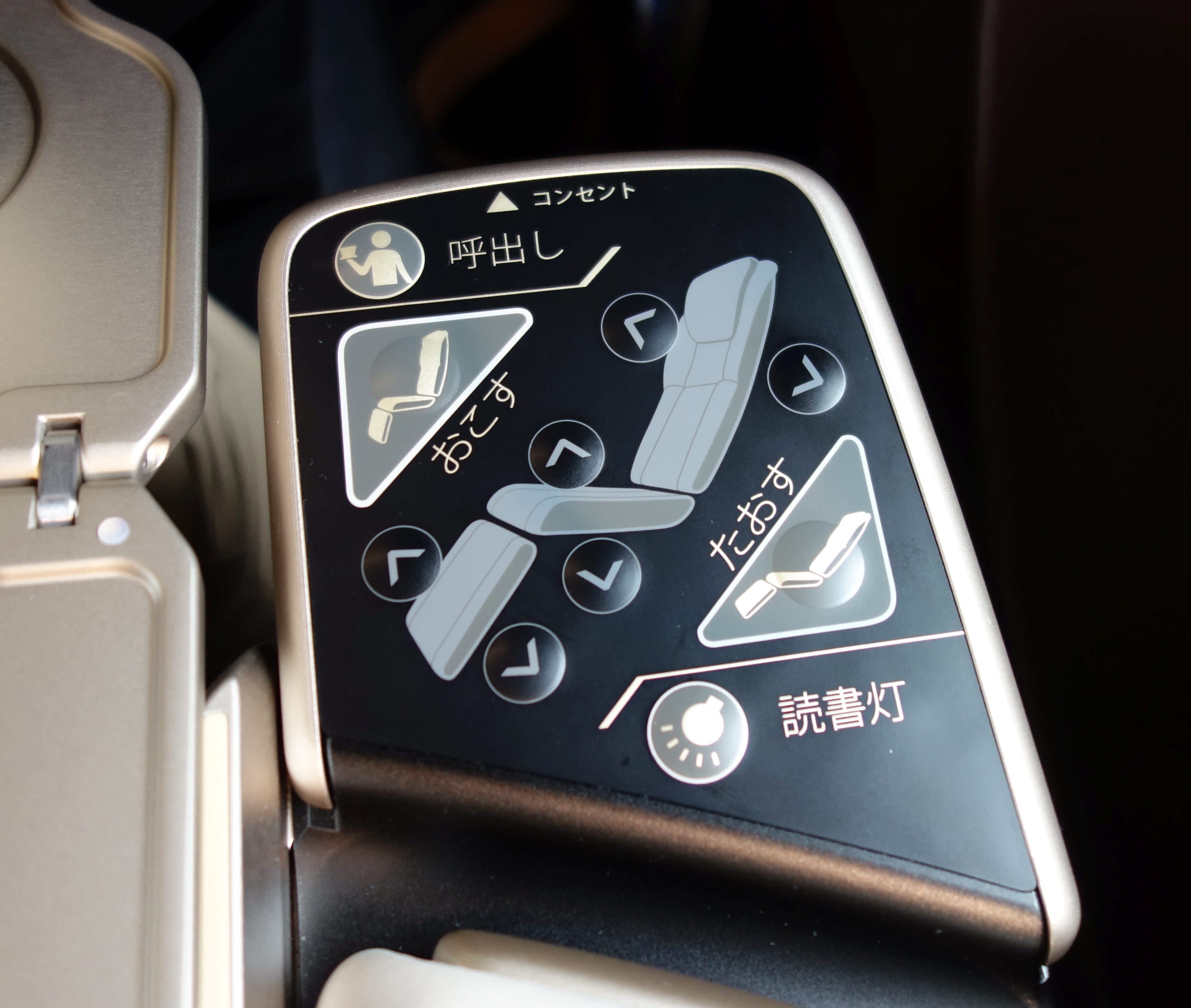
E7계 조작 기능
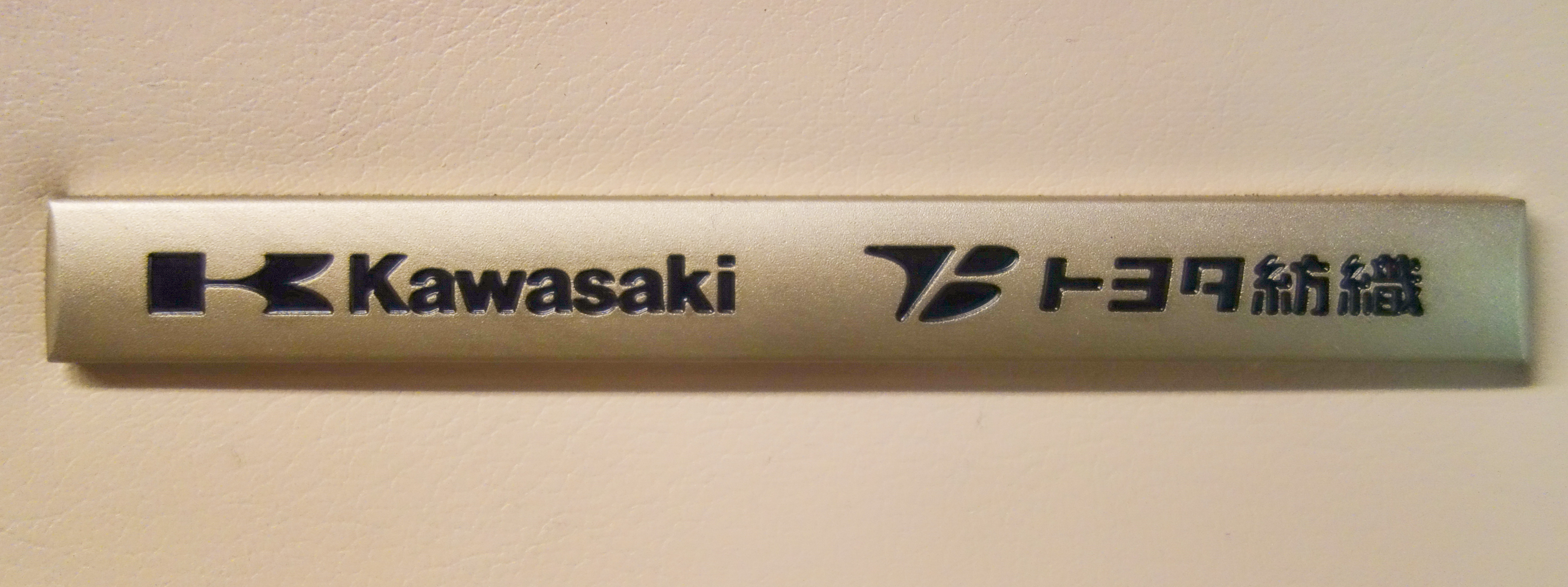
좌석 직물 제조 명판
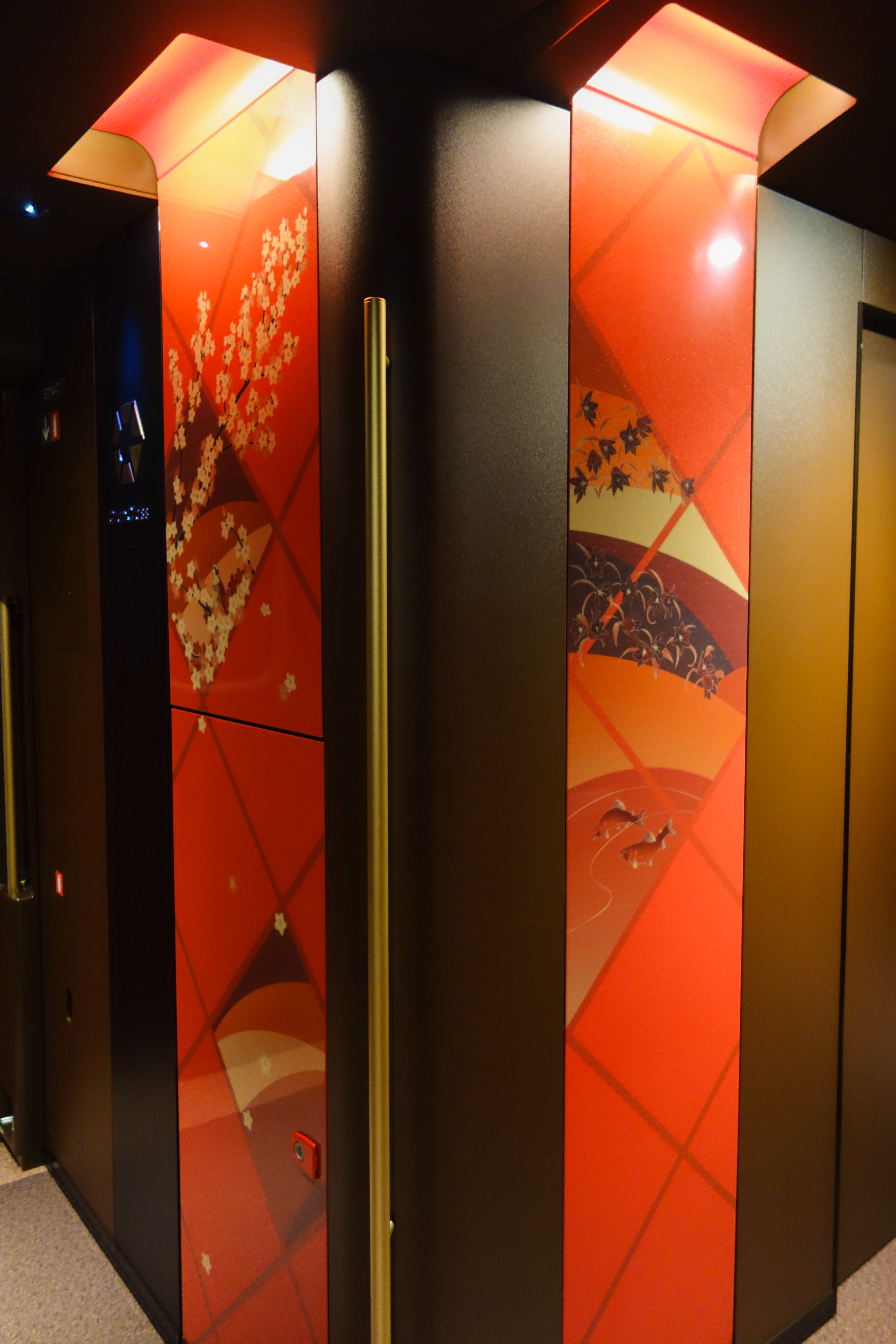
E7계 입구

### 차내 서비스
차내 서비스의 경우 담요, 슬리퍼, 아이패드, 편의시설, 신문, 잡지가 준비되었다.
도호쿠 신칸센과 홋카이도 신칸센의 경우 도쿄역 발착의 하야부사를 포함해 하야테 임시 열차, 야마비코의 일부 열차, 호쿠리쿠 신칸센의 열차 등급 중에서 가가야키, 하쿠타카 구간을 운행하는 열차의 경우 승무 접객 서비스를 전담하고 있다. 다만 나스노, 아사마 등급의 열차의 경우 승무 접객 서비스를 하지 않기 때문에 해당 열차 시간표에 서비스를 하지 않는다는 안내가 표기되었다.
도호쿠 신칸센, 홋카이도 신칸센, 호쿠리쿠 신칸센의 경우 식재료를 이용한 간식과 음료가 무료로 제공한다.
식사는 일본 요리, 서양 요리로 두 가지 요리 중에서 선택이 가능하다. 서양 요리의 경우 하행선과 상행선에서 모두 선택이 가능하다. 일본 요리의 경우 도쿄 방면과 도호쿠 신칸센, 홋카이도 신칸센 및 호쿠리쿠 신칸센의 경우 다른 메뉴를 준비하기 때문에 계절마다 메뉴가 다르다. 또한 식사와 함께 다과도 제공한다.
또한 왜건 서비스로 인한 차내 판매는 그랜클래스에서 영업을 하지 않기 때문에, 기념품이나 차내 판정 한정 상품 구매 시 승무원을 통해 주문을 해야한다.

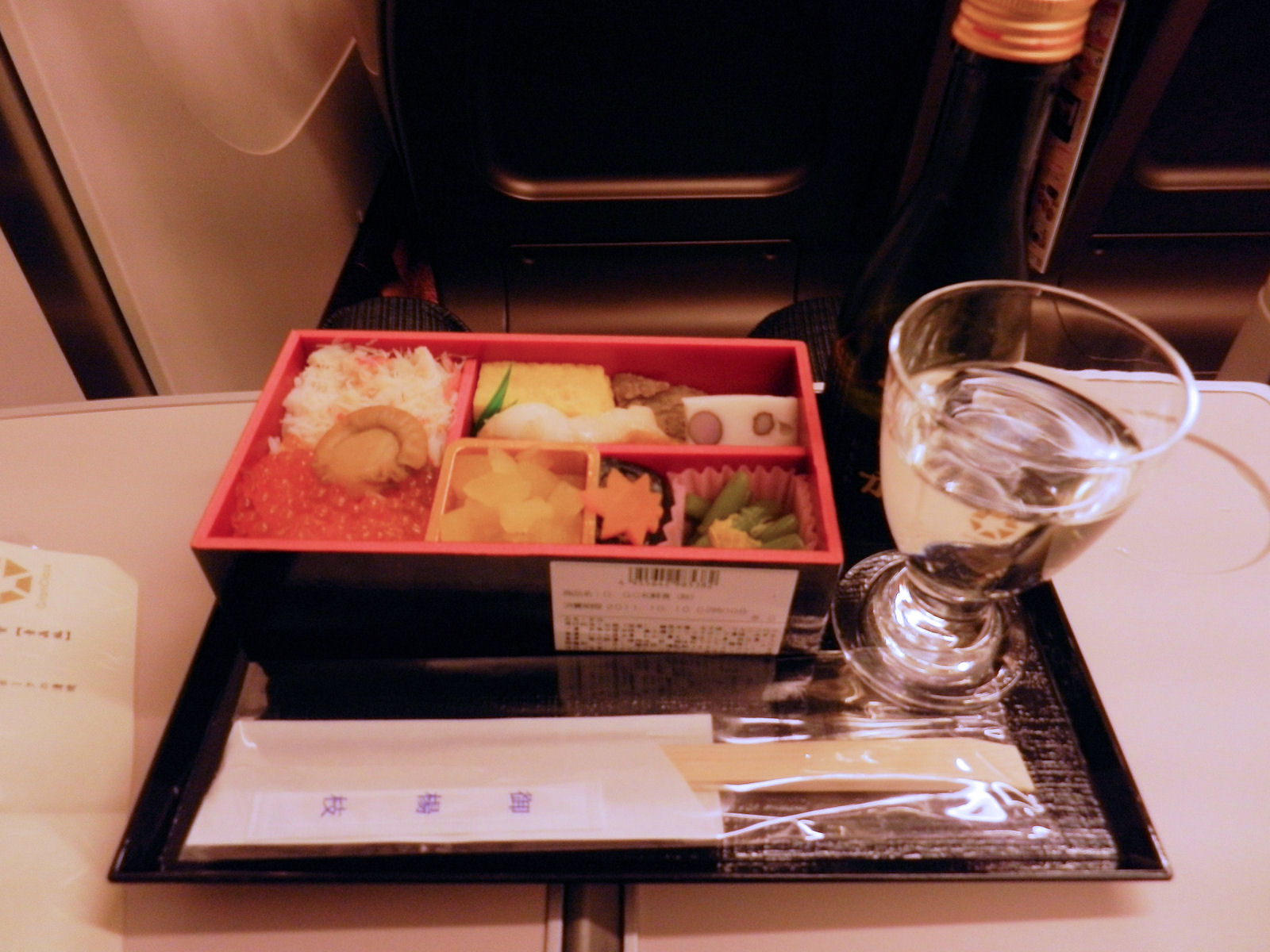
일본 요리 (2011년 10월)
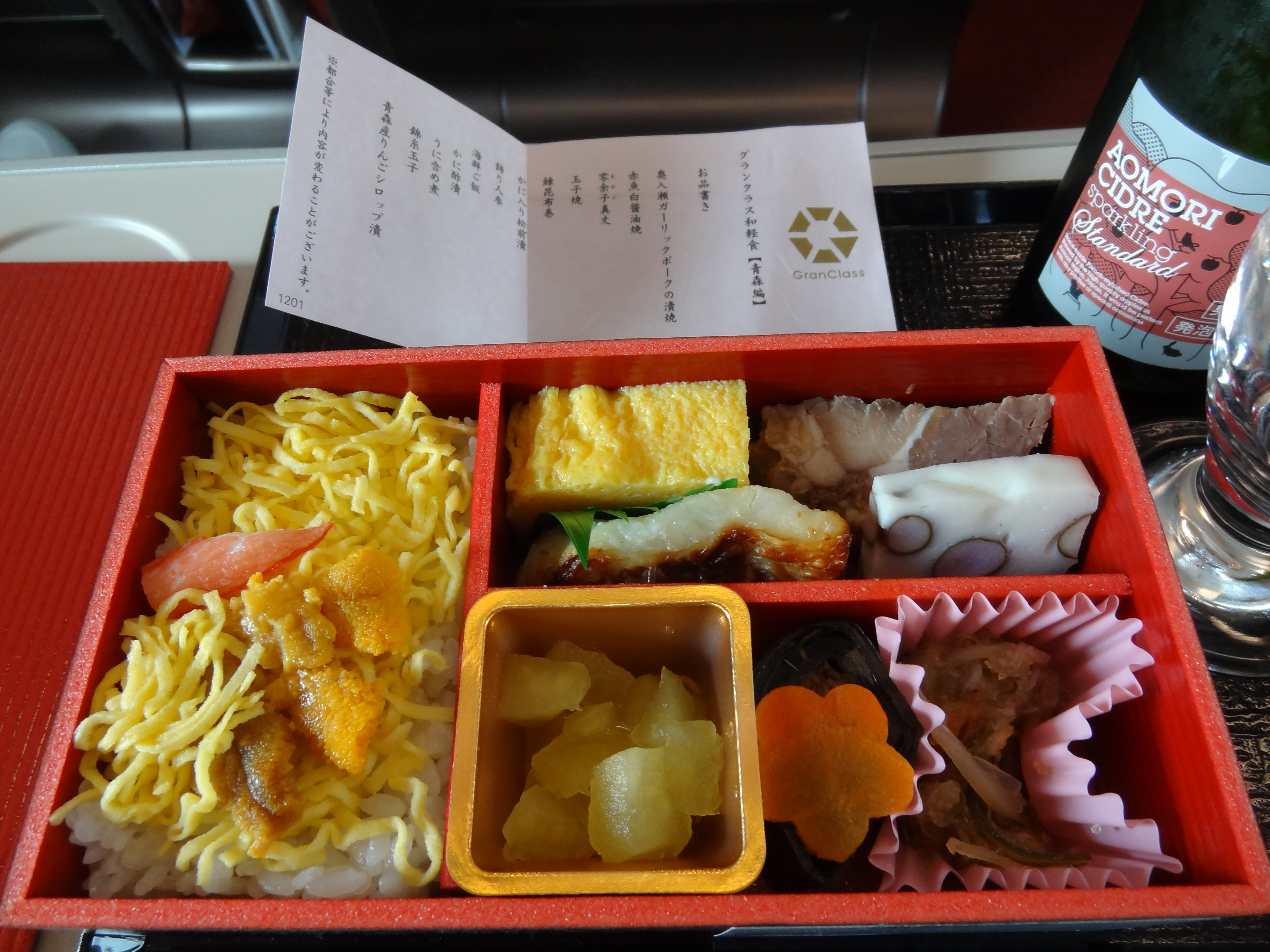
일본 요리 (2012년 2월)
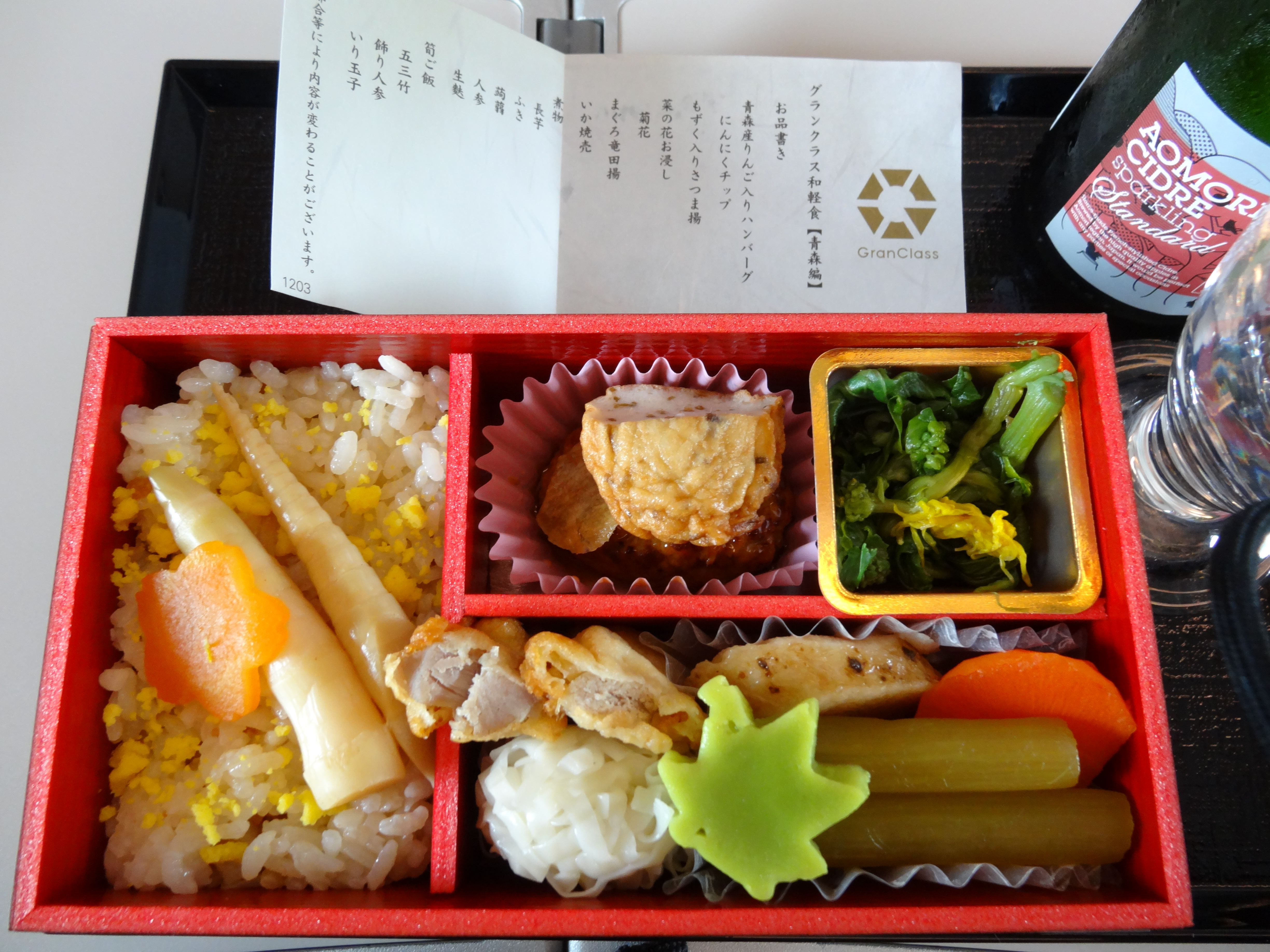
일본 요리 (2012년 4월)
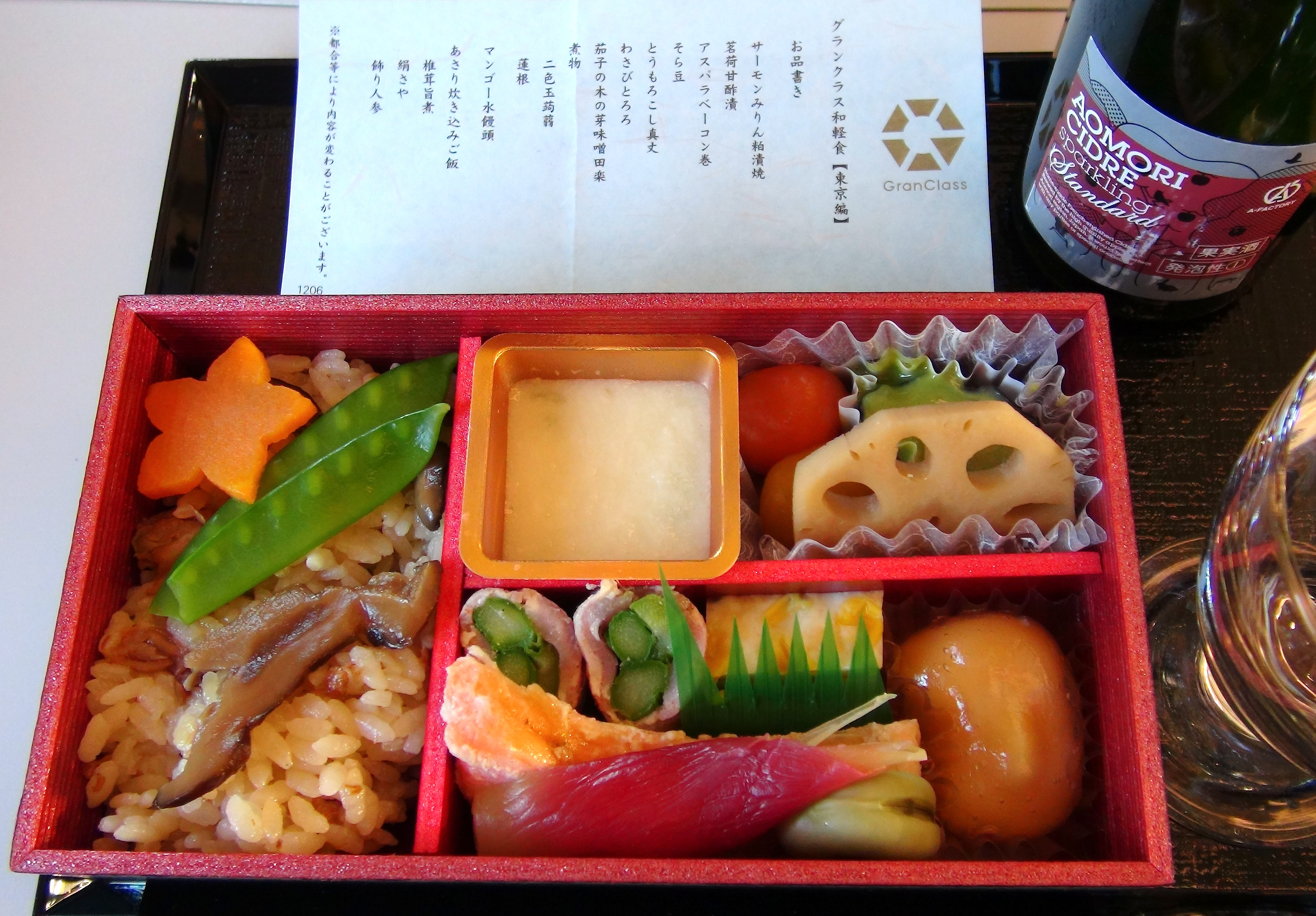
일본 요리 (2012년 6월)
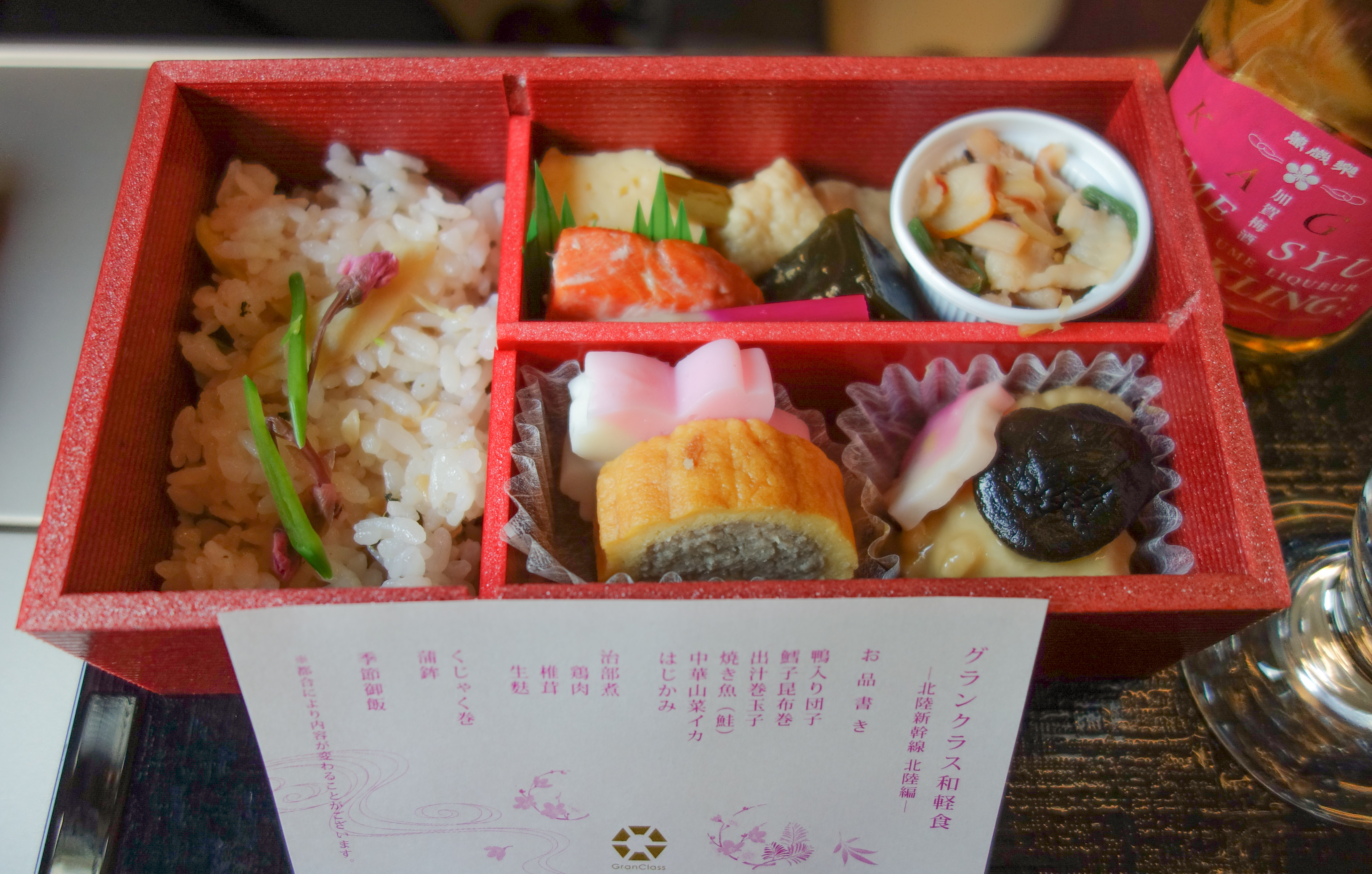
일본 요리 (2015년 3월)
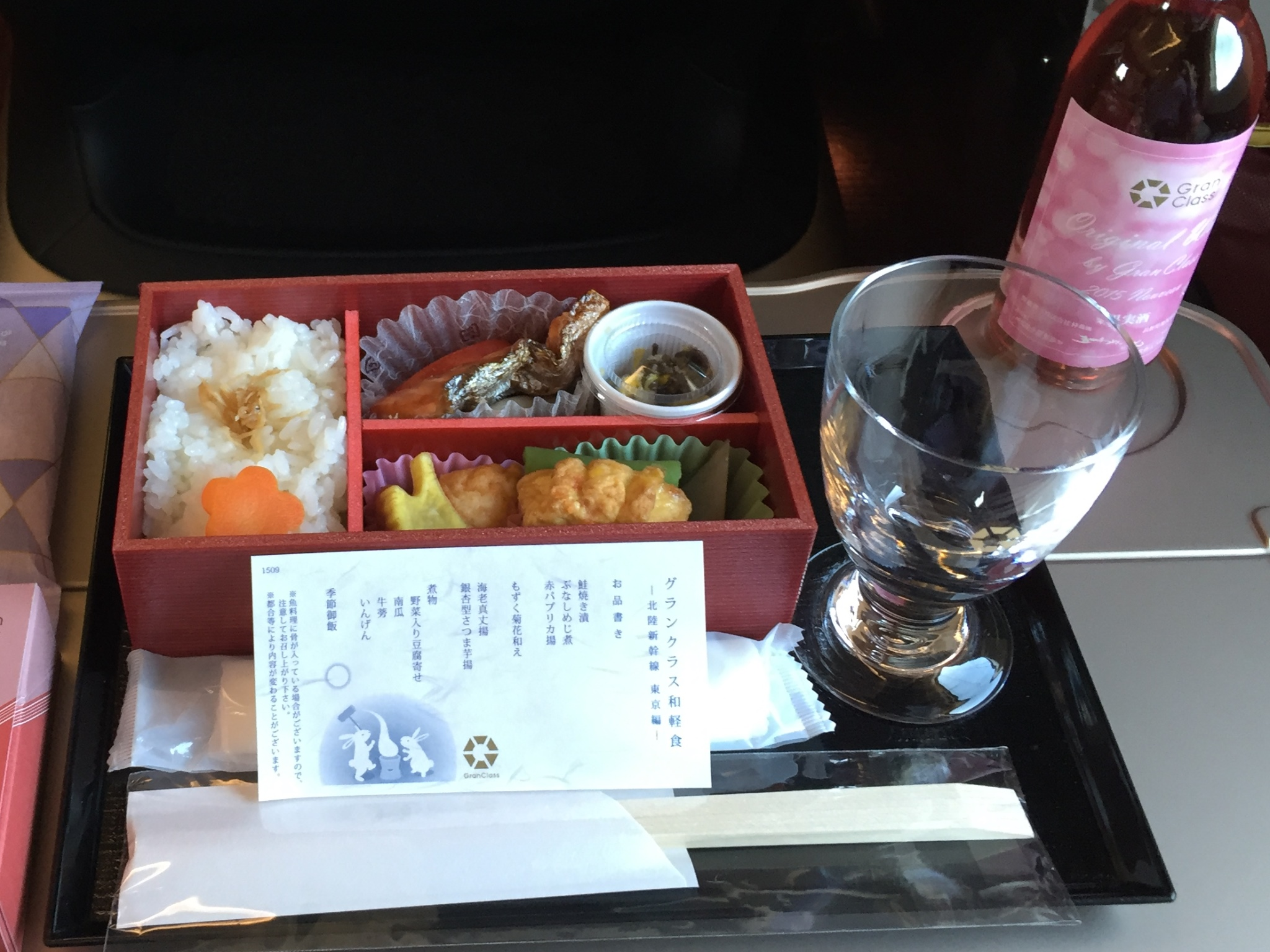
일본 요리 (2015년 11월)
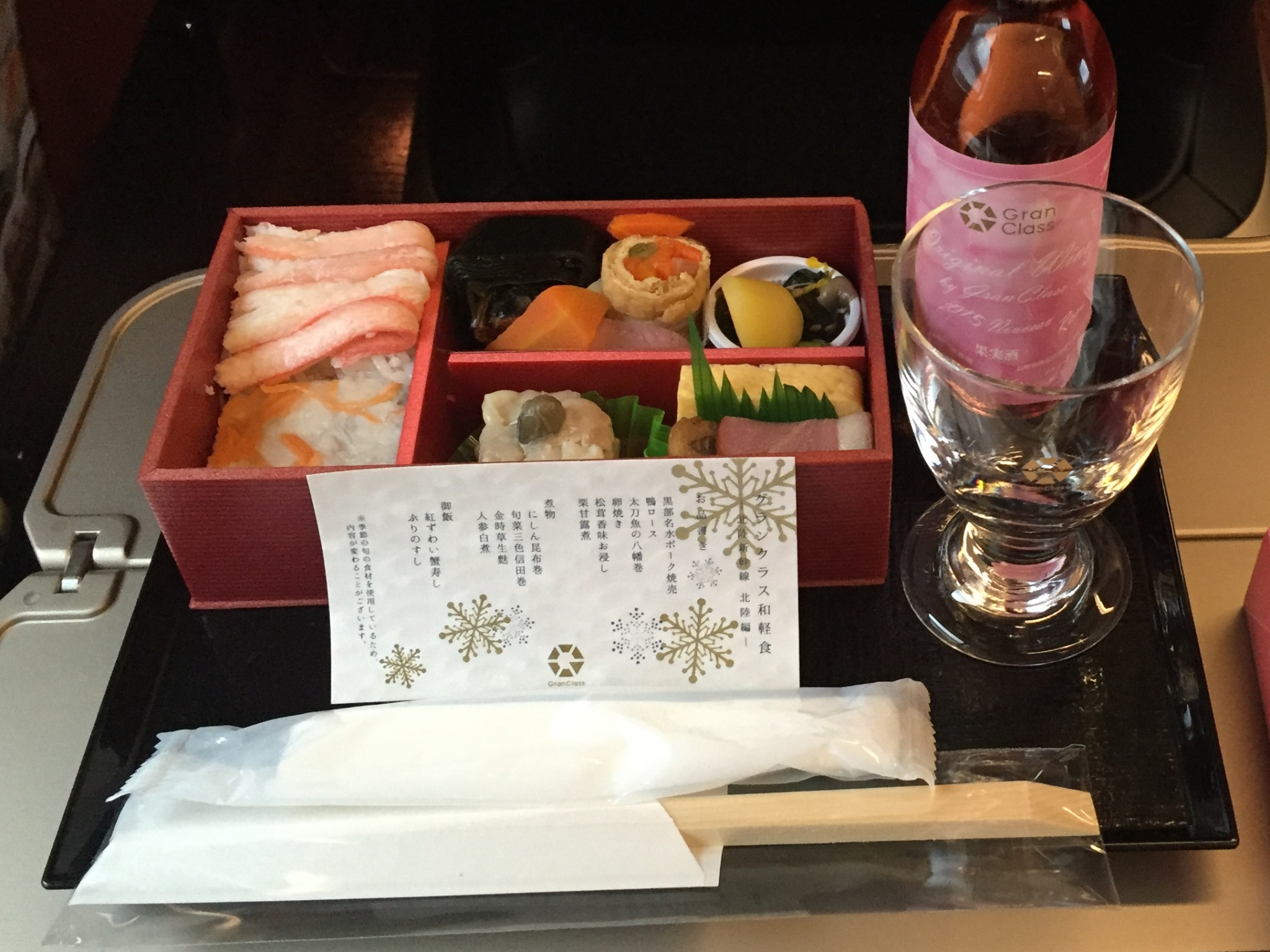
일본 요리 (2015년 11월)
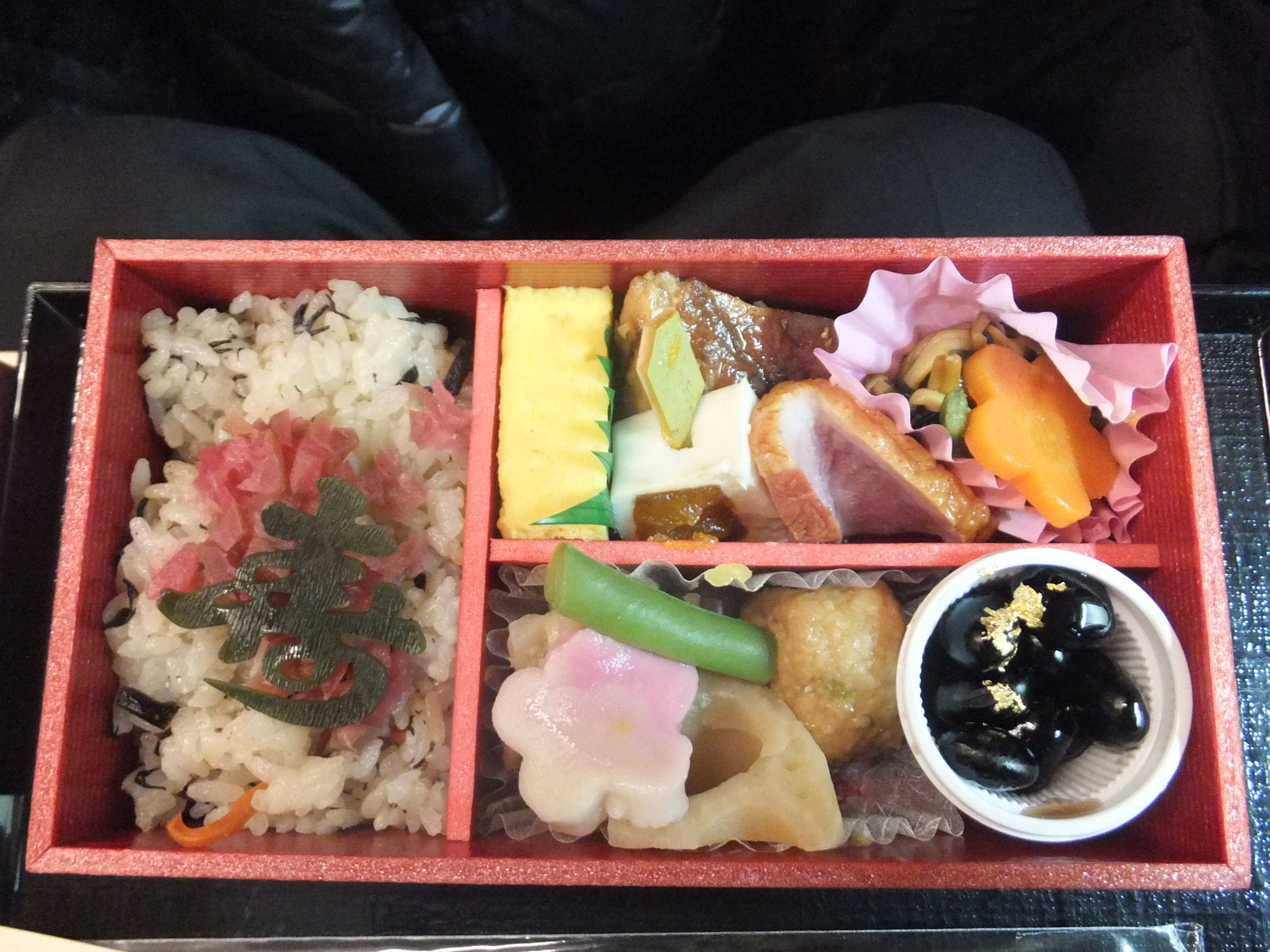
일본 요리 설날 특별 음식 (2016년 1월)
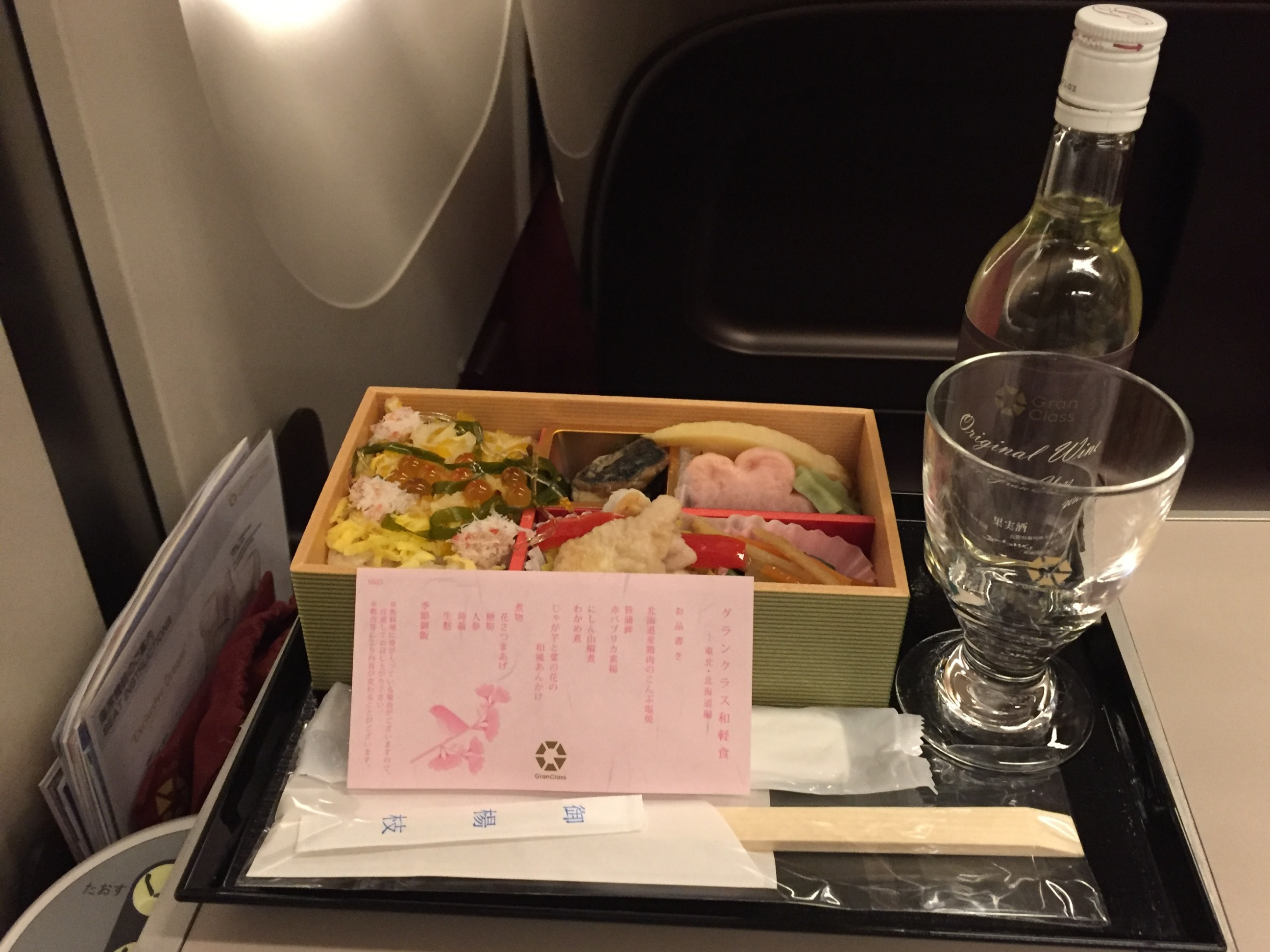
일본 요리 (2016년 4월)
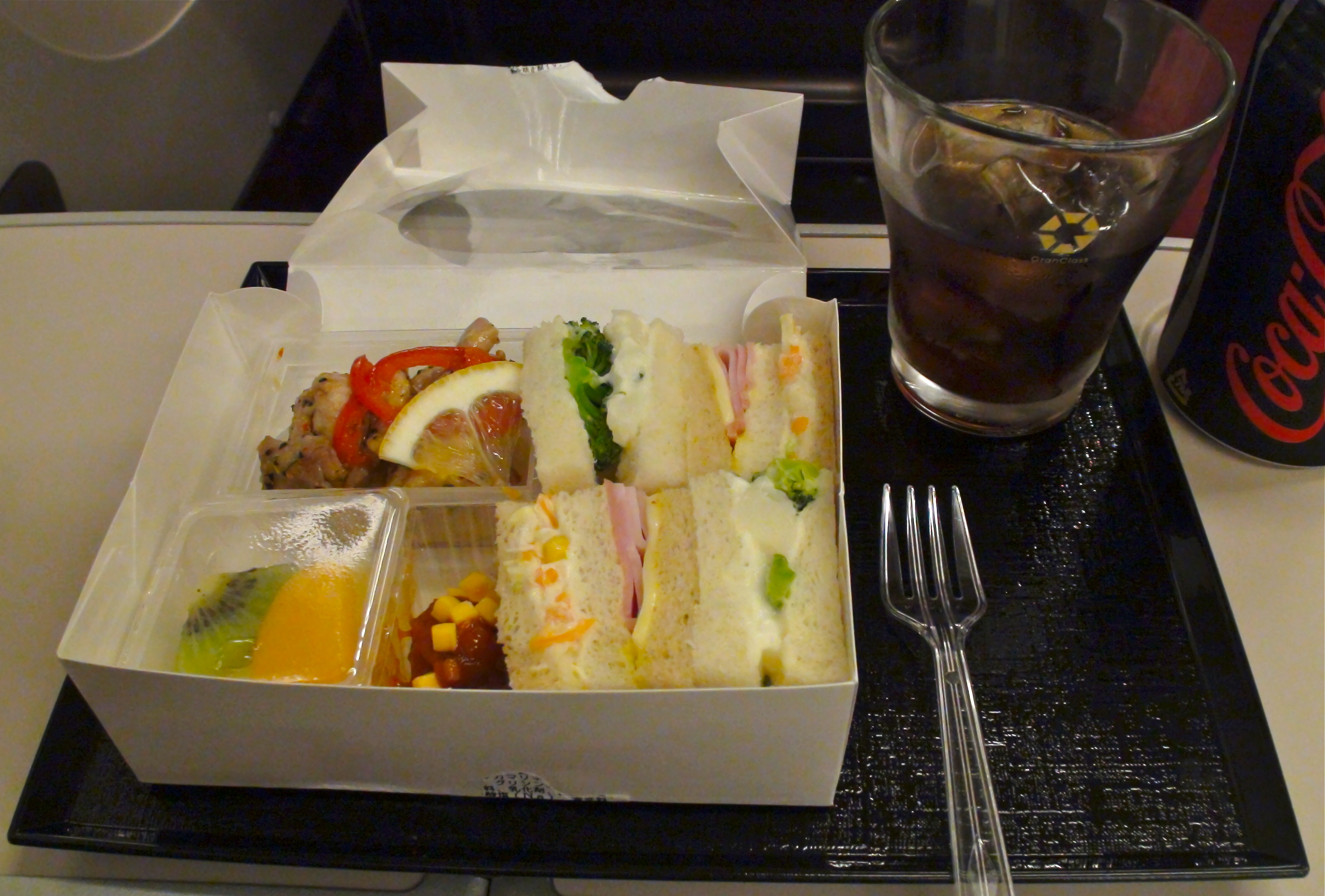
서양 요리 (2011년 6월)
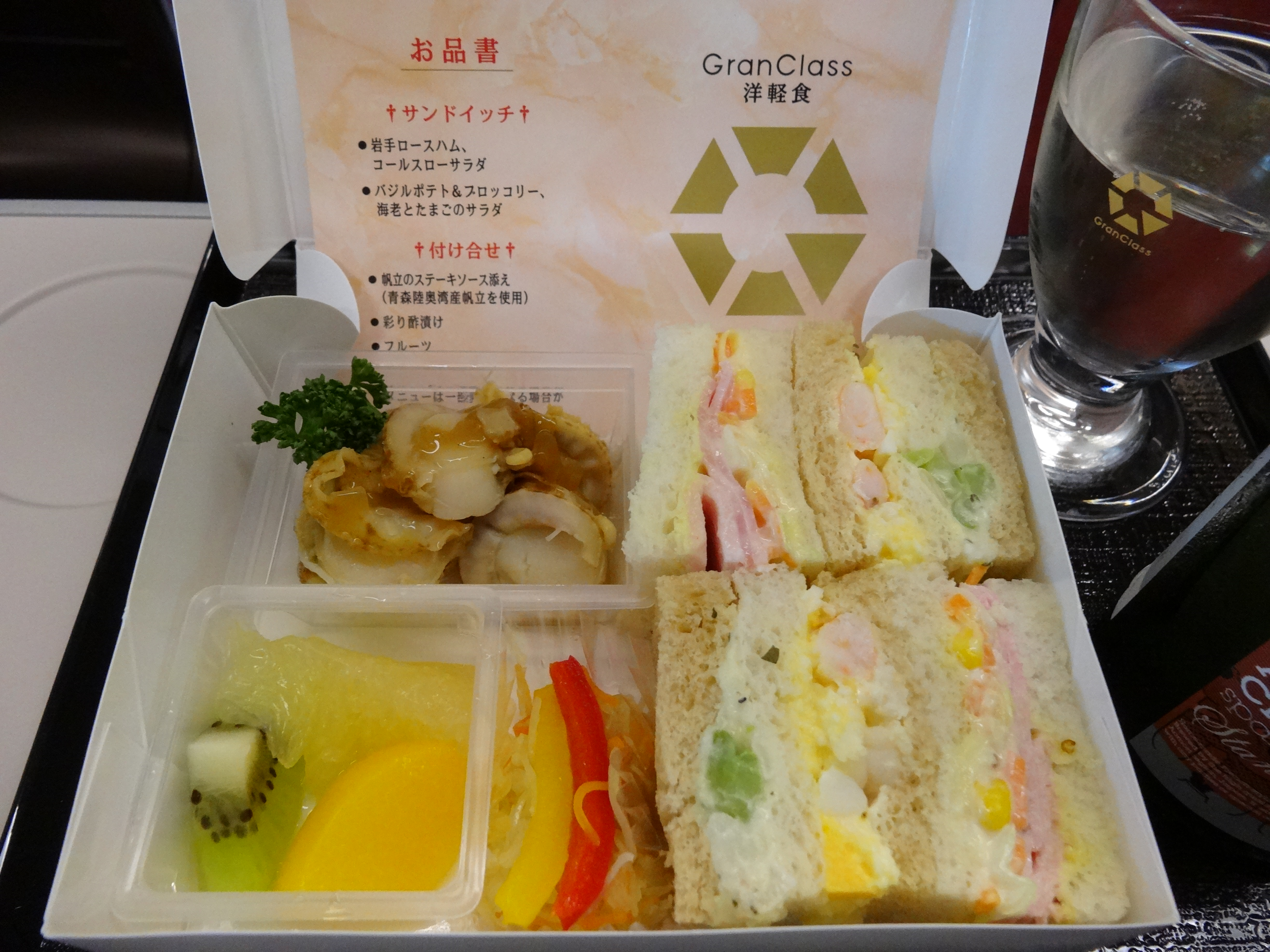
서양 요리 (2012년 4월)
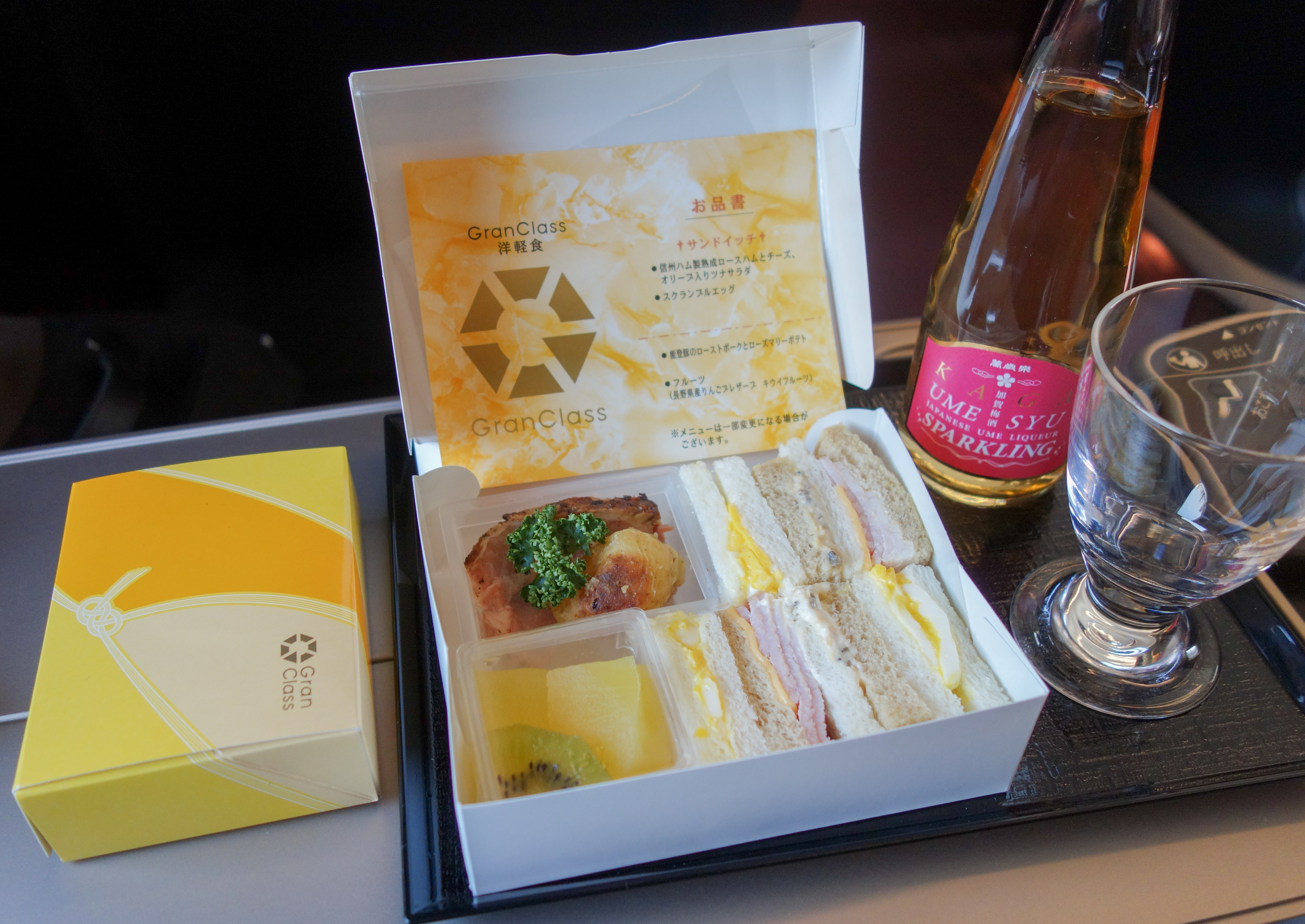
서양 요리 (2015년 3월)
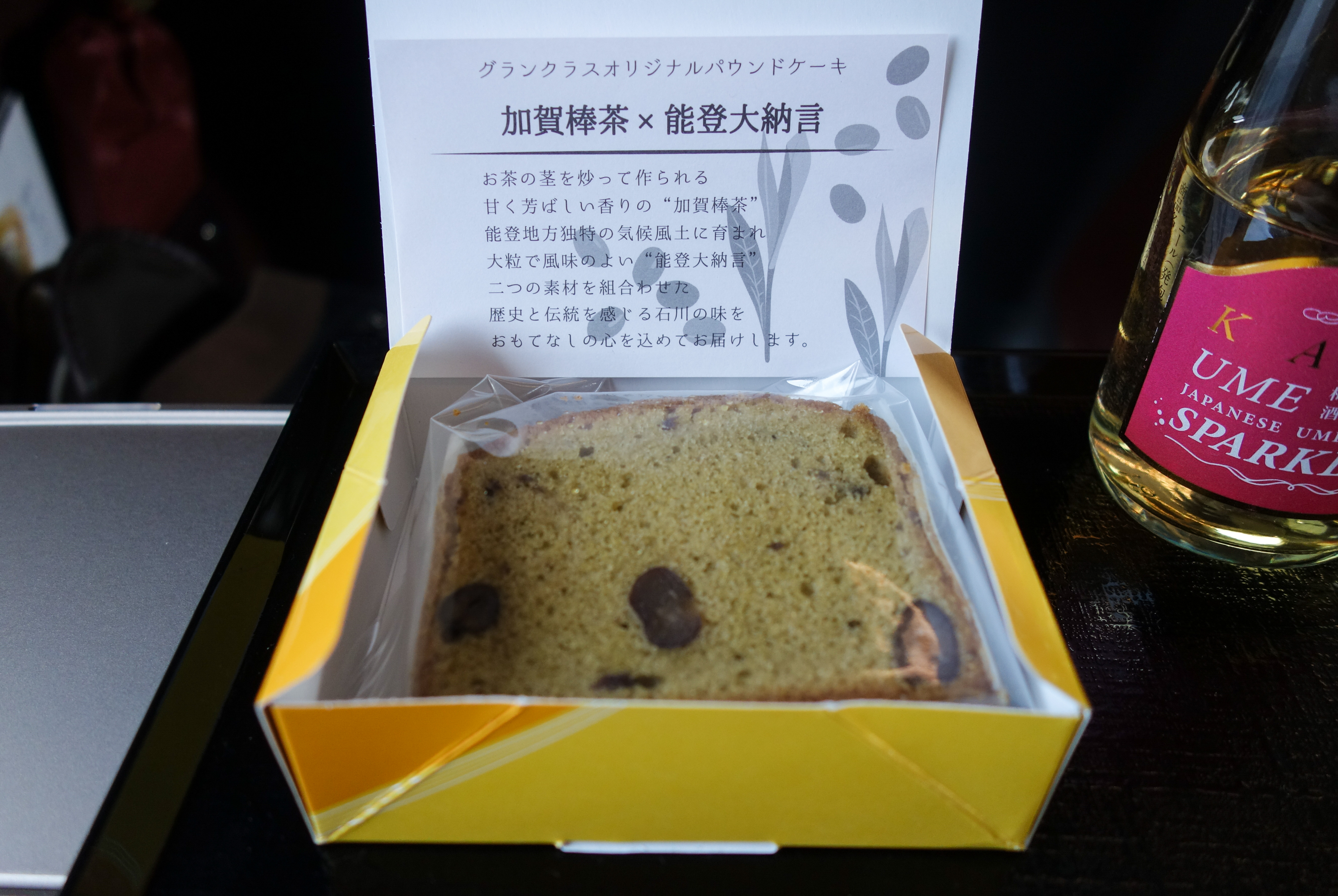
다과
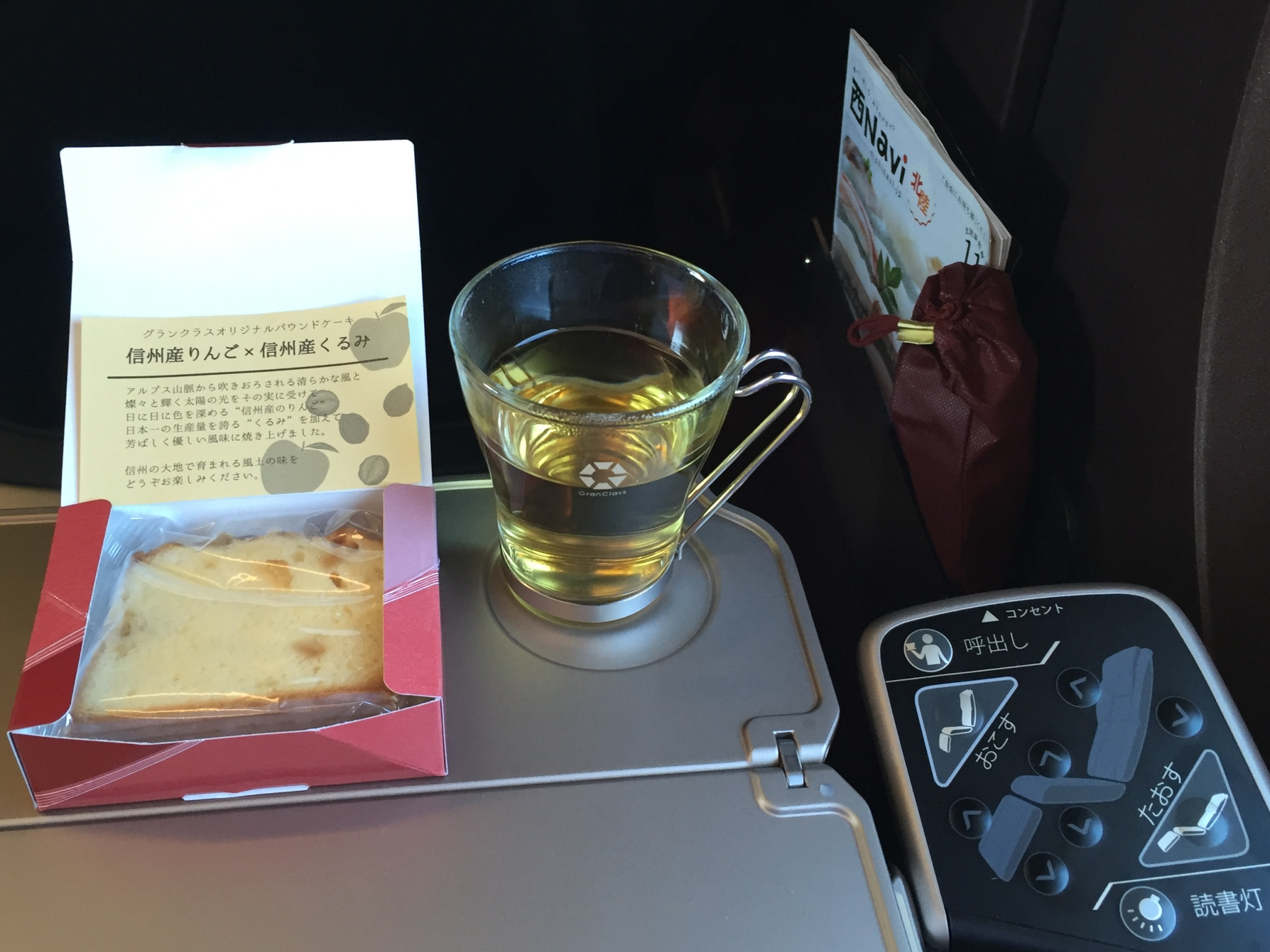
다과
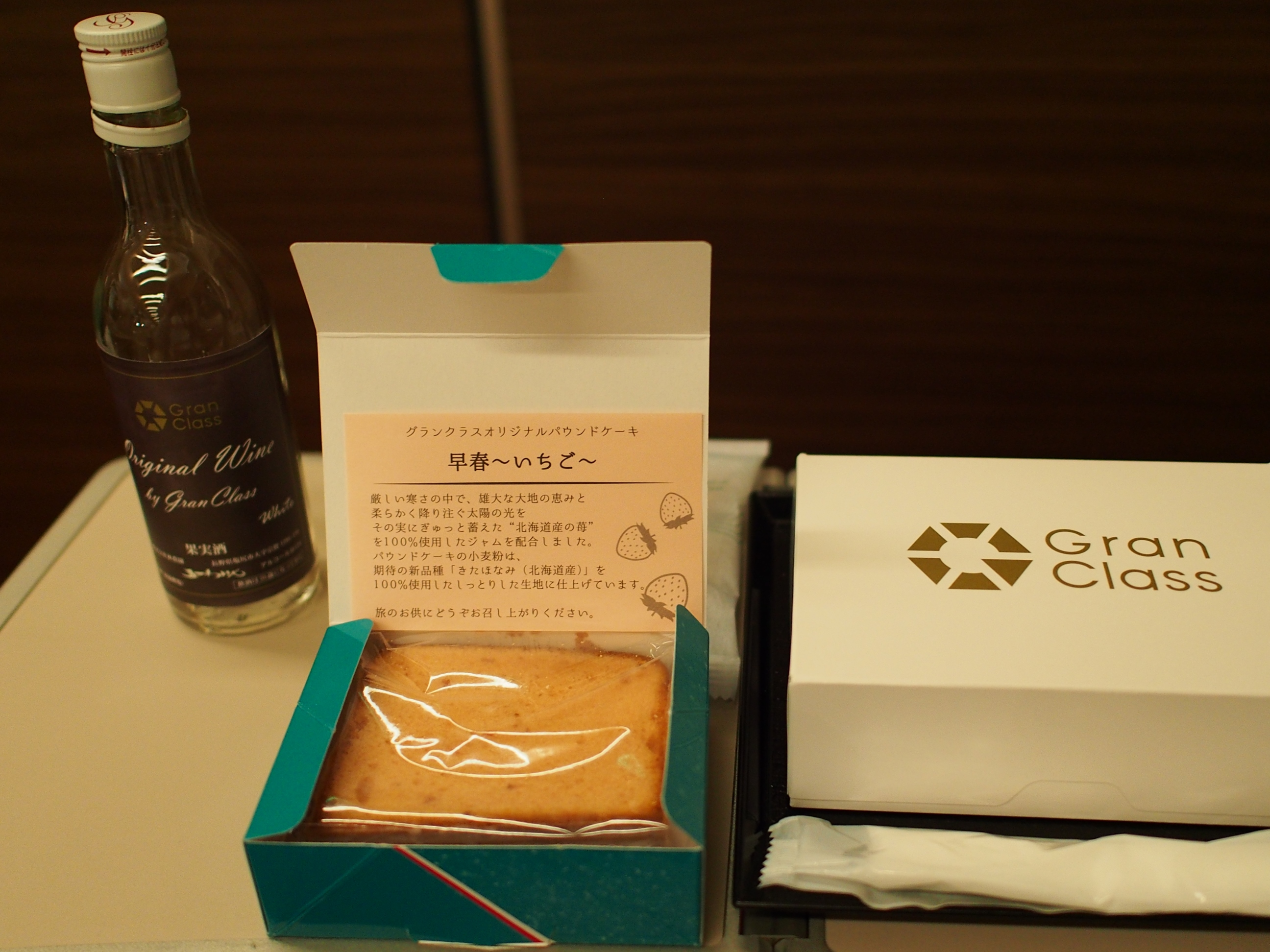
다과
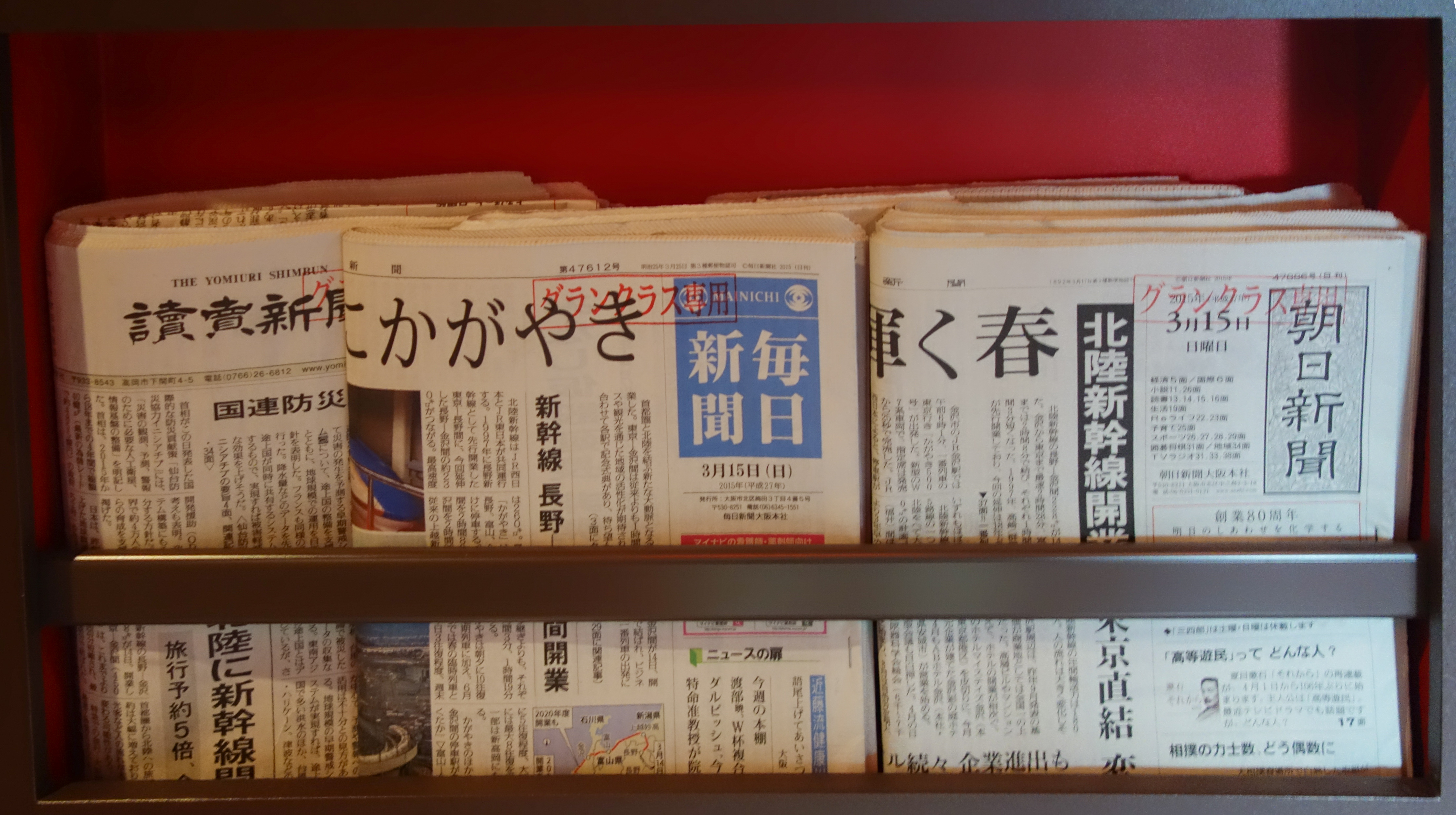
신문

### 차외 서비스
2015년 12월 21일부터 도쿄역 중앙 출구 개찰구 맞은 편에 그랜
클래스 이용객 전용 라운지가 설치되었다. 당일 승차하는 열차의 출발 시간 90분 전부터 가능하며 당일 접수해 당일 승차 그랜클래스 열차표를 제시하면 이용이 가능하다. 연중 무휴로 영업 시간은 아침부터 저녁까지로 34석의 좌석으로 구성되었다.
마루노우치 메트로폴리탄 호텔을 운영하는 일본호텔이 감수하고 있다. 입실 후에 음료와 과자가 제공하고 있으며 라운지에서 신문, 잡지, 시간표가 비치되었거, 무선 인터넷과 망토 서비스를 제공하고 있다.
아울러 라운지의 경우 동일본여객철도에서 제공하는 뷰카드 회원인 경우 조건을 충족하면 사용이 가능하나 동반자가 승차하는 경우 별도로 요금을 지급해야 한다.

## 차량

### 영업용 차량
- 신칸센 E5계·H5계 전동차
- 신칸센 E7계·W7계 전동차

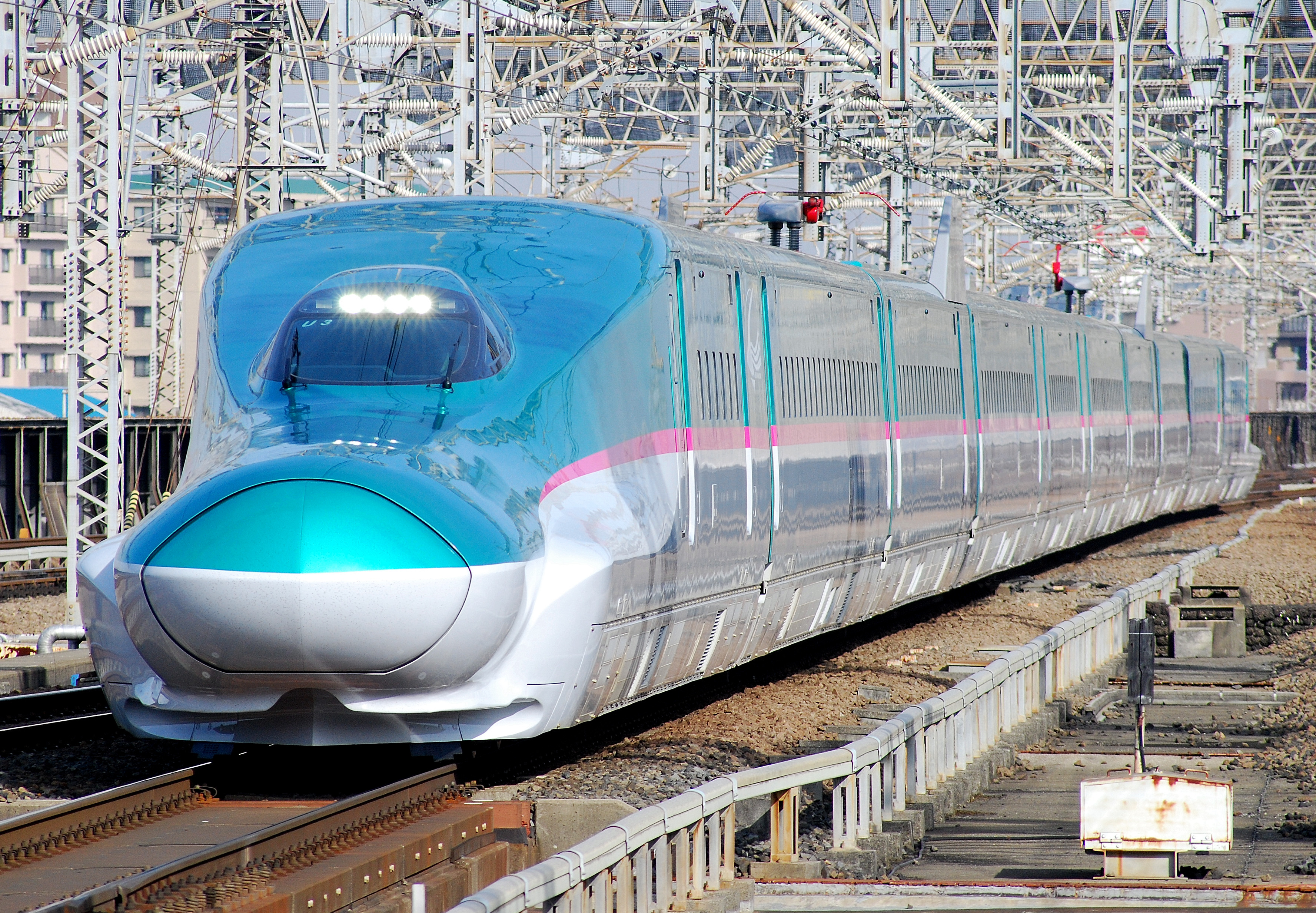
신칸센 E5계
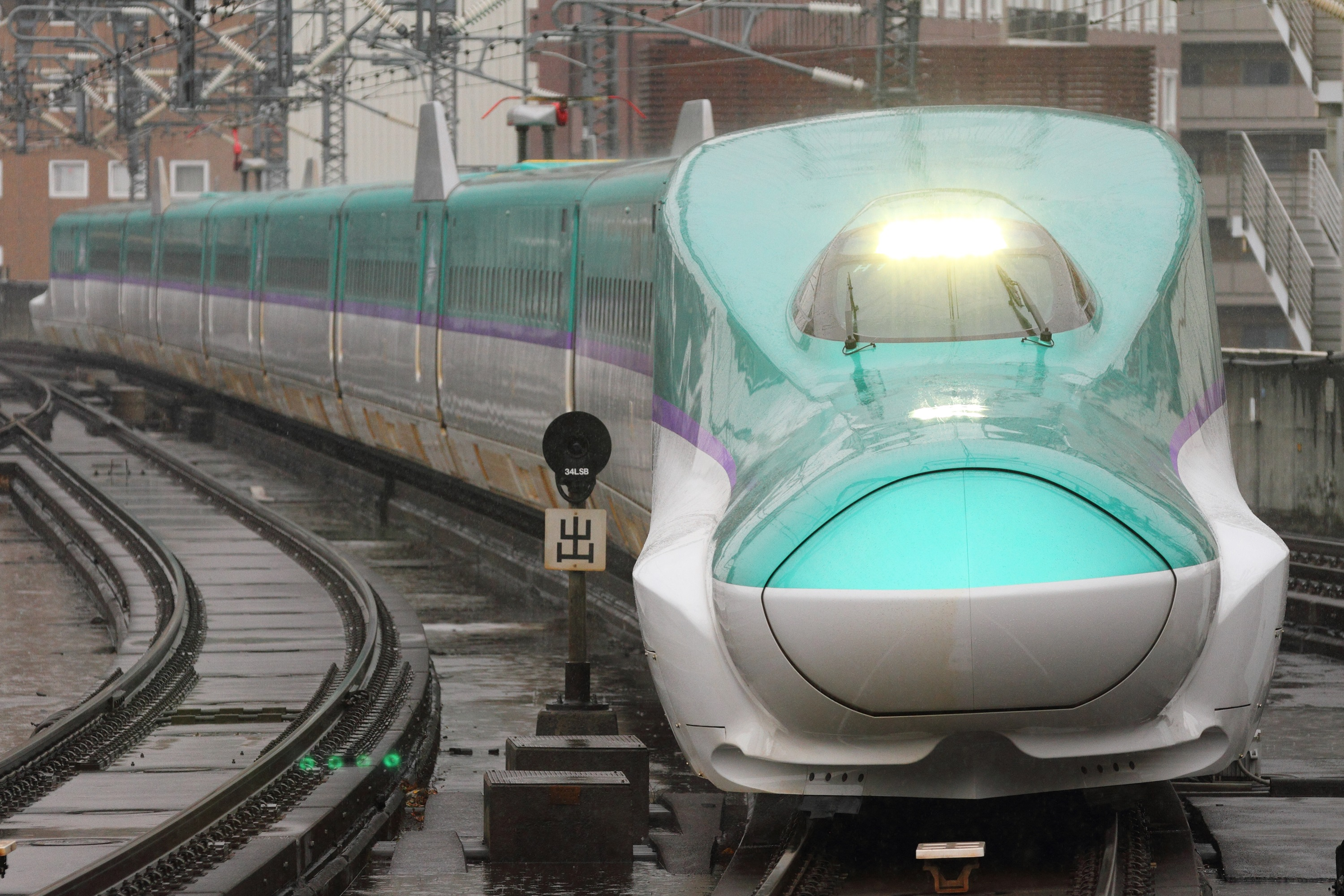
신칸센 H5계
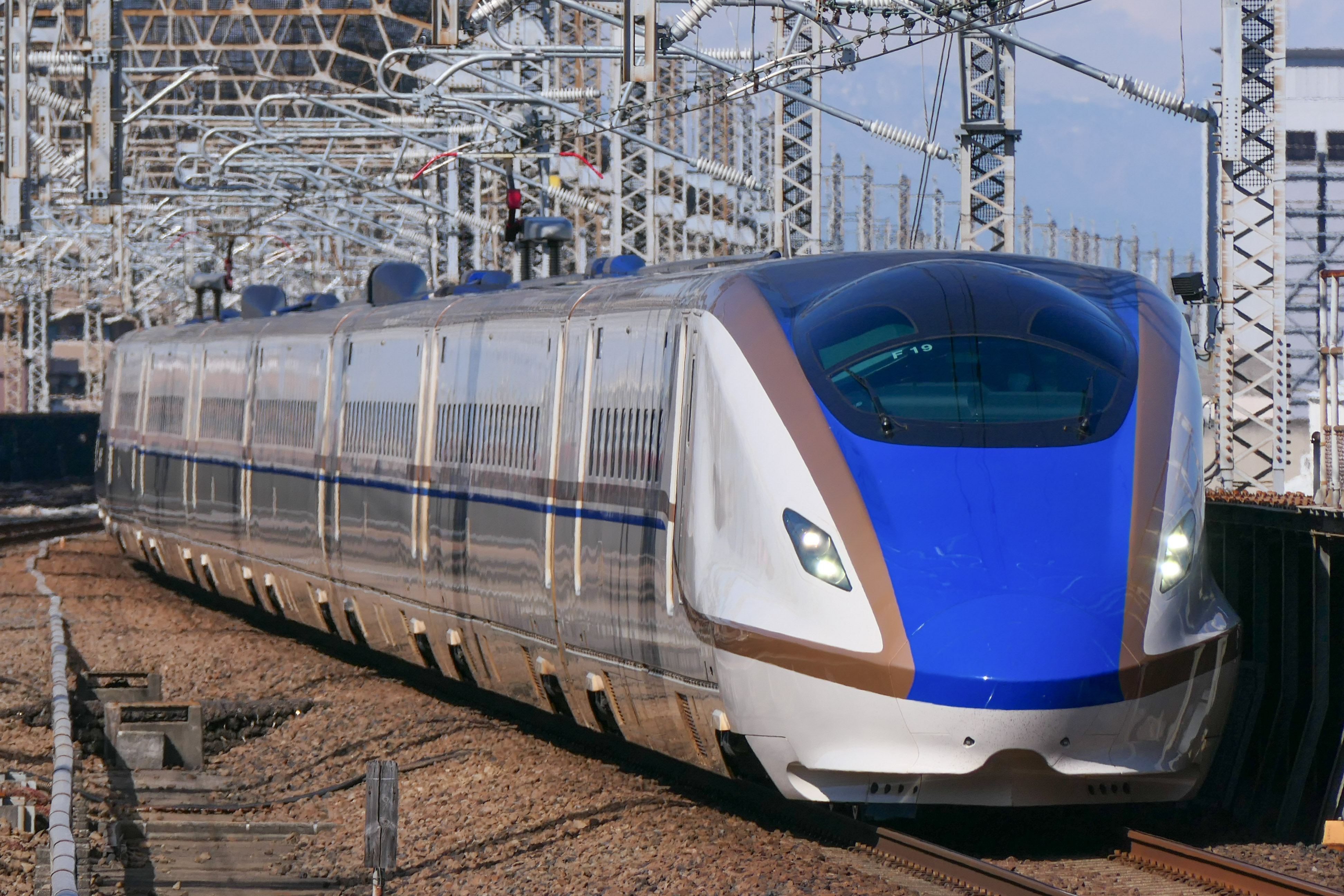
신칸센 E7계
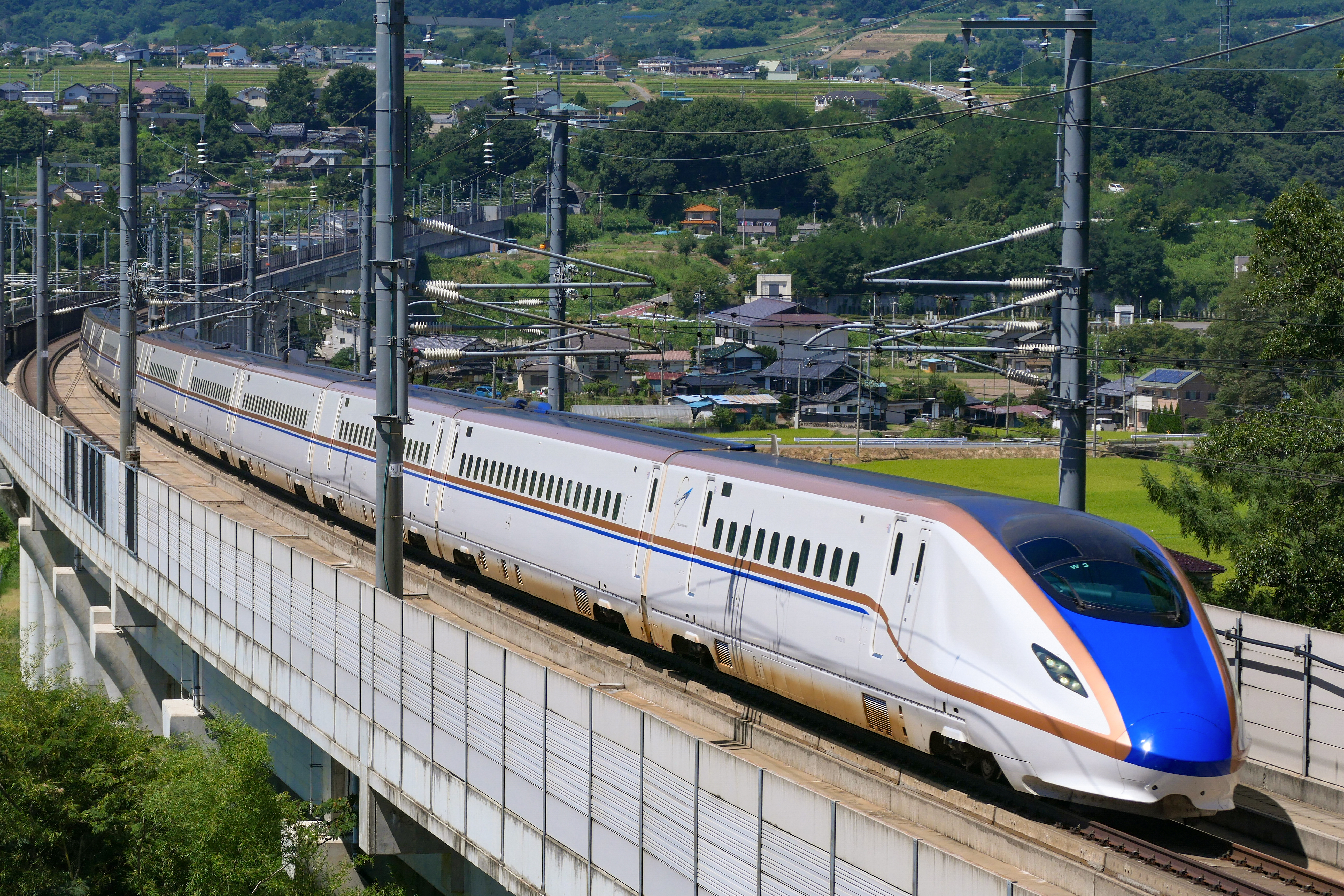
신칸센 W7계
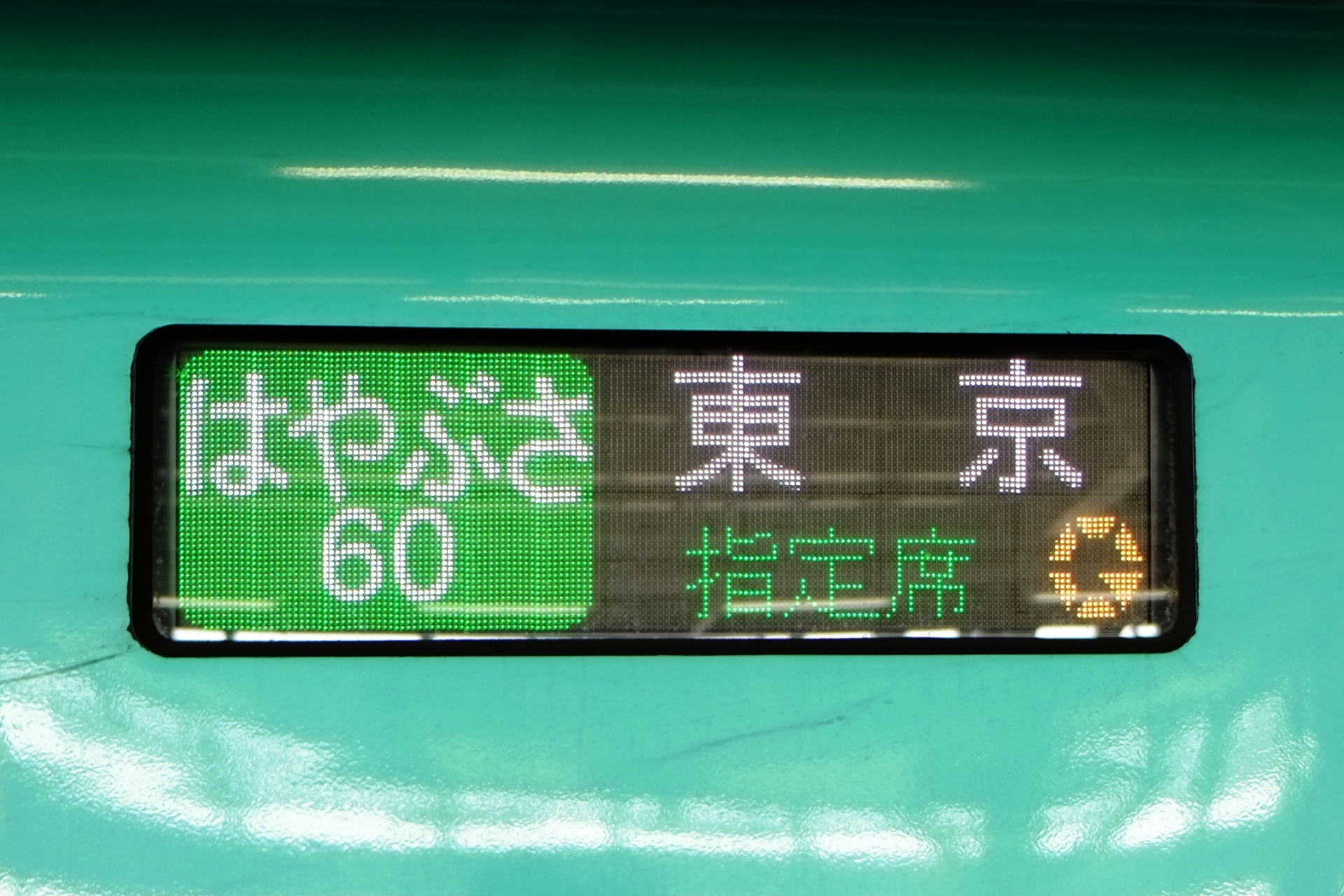
그랜클래스 목적지 (신칸센 E5계)
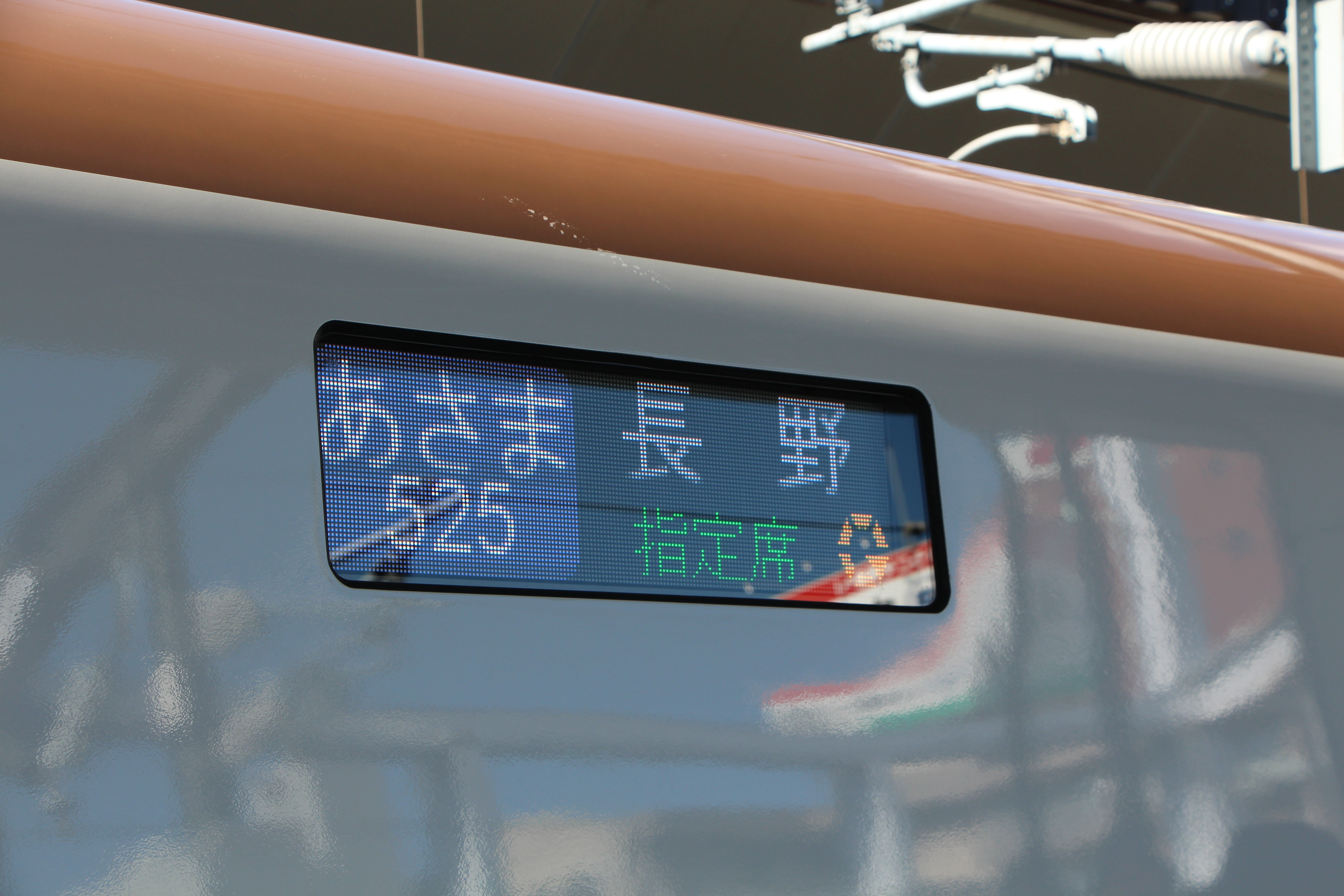
그랜클래스 목적지 (신칸센 E7계)

## 운행 노선

### 현재 운행 노선
- 도호쿠 & 홋카이도 신칸센
  - 나스노
  - 야마비코
  - 하야부사
  - 하야테

- 조에쓰 & 호쿠리쿠 신칸센
  - 다니가와
  - 도키
  - 가가야키
  - 아사마
  - 하쿠타카